# Alès
Pour les articles homonymes, voir Alès (homonymie) et Alais.
Alès (prononcé /a.lɛs/) est une commune française située dans le nord du département du Gard, en région Occitanie. Souvent considérée comme la « capitale » des Cévennes, elle est le siège d'une des deux sous-préfectures du Gard.
Exposée à un climat méditerranéen, elle est drainée par le Gardon d'Alès, l'Avène, l'Alzon, le Grabieux et le ruisseau de Bruèges.
Alès est une commune urbaine qui compte 45 025 habitants en 2022. Elle est ville-centre de l'agglomération d'Alès et fait partie de l'aire d'attraction d'Alès. Ses habitants sont appelés les Alésiens et Alésiennes.
Avec une densité de population de 1 944,1 hab./km2 Alès est la seule commune du département à dépasser 1 000 hab./km2. Par sa population, elle est la deuxième commune du Gard et la onzième de la région Occitanie. Son agglomération classe Alès cinquième ville d'Occitanie en nombre d'habitants après Toulouse, Montpellier, Perpignan et Nîmes.

## Géographie

### Localisation
Située à 44 km au nord-nord-ouest de Nîmes, la ville d'Alès est édifiée dans une boucle du Gardon d'Alès dans la plaine, au pied des Cévennes dont elle est souvent considérée comme la « capitale » régionale. La ville connaît une extension géographique orientée vers le sud de son agglomération.

### Communes limitrophes
| Cendras                 | Saint-Martin-de-Valgalgues | Saint-Privat-des-Vieux    |
| Saint-Jean-du-Pin       | Alès                       | Saint-Privat-des-Vieux    |
| Saint-Christol-lez-Alès | Saint-Christol-lez-Alès    | Saint-Hilaire-de-Brethmas |

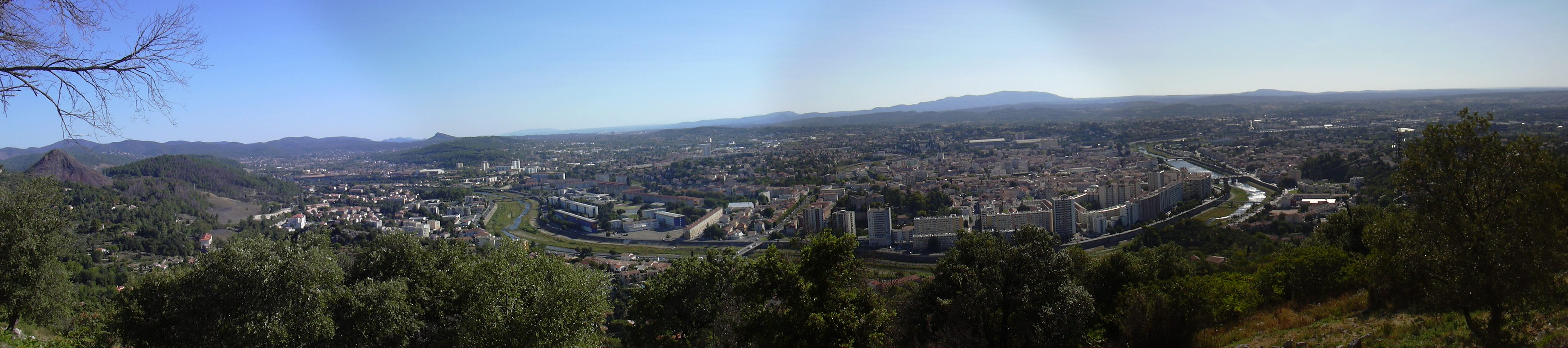
Panorama sur la ville depuis la colline de l'Ermitage.

### Climat
Le climat à Alès est méditerranéen, c’est-à-dire de type Csa selon la classification de Köppen-Geiger.
L'ensoleillement est important toute l'année. Les étés sont chauds et secs et les hivers sont doux.
Les précipitations sont concentrées en automne et au printemps.
En automne (octobre/novembre) des épisodes cévenols peuvent avoir lieu à Alès : Il s'agit d'orages violents causant des inondations. En quelques heures, des centaines de millimètres d'eau peuvent tomber, soit l'équivalent de plusieurs mois de pluie.
Le climat de la région d'Alès est mesuré depuis 2014 à l'aide des relevés de la station météorologique de Saint-Hilaire-de-Brethmas qui se situe dans Alès Agglomération.
Le climat qui caractérise la commune est qualifié, en 2010, de « climat méditerranéen franc », selon la typologie des climats de la France qui compte alors huit grands types de climats en métropole. En 2020, la commune ressort du type « climat méditerranéen » dans la classification établie par Météo-France, qui ne compte désormais, en première approche, que cinq grands types de climats en métropole. Pour ce type de climat, les hivers sont doux et les étés chauds, avec un ensoleillement important et des vents violents fréquents.
Les paramètres climatiques qui ont permis d’établir la typologie de 2010 comportent six variables pour les températures et huit pour les précipitations, dont les valeurs correspondent à la normale 1971-2000. Les sept principales variables caractérisant la commune sont présentées dans l'encadré ci-après[réf. souhaitée].
| Paramètres climatiques communaux sur la période 1971-2000 - Moyenne annuelle de température : 13,8 °C - Nombre de jours avec une température inférieure à −5 °C : 2 j - Nombre de jours avec une température supérieure à 30 °C : 18 j - Amplitude thermique annuelle : 17,5 °C - Cumuls annuels de précipitation : 1 067 mm - Nombre de jours de précipitation en janvier : 7,2 j - Nombre de jours de précipitation en juillet : 3,4 j |

Avec le changement climatique, ces variables ont évolué. Une étude réalisée en 2014 par la Direction générale de l'Énergie et du Climat complétée par des études régionales prévoit en effet que la température moyenne devrait croître et la pluviométrie moyenne baisser, avec toutefois de fortes variations régionales. Ces changements peuvent être constatés sur la station météorologique de Météo-France la plus proche, « Salindres », sur le territoire de la commune de Salindres, mise en service en 1915 et qui se trouve à 8 km à vol d'oiseau,, où la température moyenne annuelle est de 13,5 °C et la hauteur de précipitations de 1 068,8 mm pour la période 1981-2010.
Sur la station météorologique historique la plus proche, « Nimes-Courbessac », située à Nîmes, mise en service en 1922 et à 39 km, la température moyenne annuelle évolue de 14,8 °C pour la période 1971-2000, à 15,1 °C pour 1981-2010, puis à 15,6 °C pour 1991-2020.
| Mois                                             | jan.          | fév.          | mars        | avril        | mai          | juin         | jui.         | août         | sep.        | oct.         | nov.         | déc.         | année      |
| ------------------------------------------------ | ------------- | ------------- | ----------- | ------------ | ------------ | ------------ | ------------ | ------------ | ----------- | ------------ | ------------ | ------------ | ---------- |
| Température minimale moyenne (°C)                | 1,1           | 1,6           | 4,2         | 6,9          | 10,7         | 14,2         | 17           | 16,6         | 13          | 9,8          | 4,8          | 2,1          | 8,5        |
| Température moyenne (°C)                         | 6             | 7             | 10,2        | 13           | 17,1         | 21,2         | 24,4         | 23,8         | 19,5        | 15           | 9,6          | 6,6          | 14,5       |
| Température maximale moyenne (°C)                | 10,9          | 12,4          | 16,3        | 19           | 23,5         | 28,1         | 31,8         | 31,1         | 26,1        | 20,1         | 14,4         | 11,1         | 20,4       |
| Record de froid (°C) date du record              | −12,5 15.1960 | −17,8 04.1963 | −10 02.2005 | −3,1 08.2021 | −0,5 04.1967 | 3 05.1953    | 7 06.1962    | 5 27.1957    | 1,9 16.1957 | −2,5 31.1956 | −7,5 24.1998 | −13 27.1962  | −17,8 1963 |
| Record de chaleur (°C) date du record            | 22 10.2015    | 24,4 28.2019  | 28 21.1990  | 32 20.1949   | 36 24.2011   | 43,4 28.2019 | 40,5 26.2006 | 44,1 12.2003 | 39 04.2016  | 33 04.2011   | 25,4 03.1970 | 21,5 12.1961 | 44,1 2003  |
| Précipitations (mm)                              | 76,8          | 60,9          | 55,2        | 81,9         | 83,3         | 52,6         | 35,2         | 50,8         | 143,6       | 168,2        | 113,1        | 98,5         | 1 020,1    |
| dont nombre de jours avec précipitations ≥ 1 mm  | 6,8           | 5             | 5,4         | 7,5          | 7,9          | 5,6          | 3,4          | 5,3          | 6,1         | 8,9          | 7,7          | 7,2          | 76,6       |
| dont nombre de jours avec précipitations ≥ 5 mm  | 3,6           | 3             | 2,6         | 4,3          | 4,3          | 2,9          | 1,7          | 2,5          | 4           | 5,2          | 4,1          | 4            | 42,1       |
| dont nombre de jours avec précipitations ≥ 10 mm | 2,4           | 2,2           | 1,6         | 2,6          | 3            | 1,8          | 1            | 1,5          | 3           | 3,7          | 3            | 2,7          | 28,6       |

### Hydrographie
Alès est traversée par le Gardon d'Alès ainsi que Grabieux et le Ruisseau de Bruèges qui rejoignent le Gardon en rive gauche à l'amont du centre-ville. Des cours d'eau intermittents rejoignent le Gardon en rive droite à Alès. Deux rivières forment la limite de la commune d'Alès : l'Avène à l'est et l'Alzon au sud.

### «Épisodes cévenols» et inondations
La ville a connu de nombreuses inondations. Le Gardon d'Alès déborde à la suite des pluies torrentielles qui tombent sur les Cévennes. La plus ancienne mention de crue à Alès date de 1312 date à laquelle le Pont de Brouzen qui permettait de traverser le Gardon pour ensuite se rendre vers le Gévaudan a été emporté.
D'autres inondations ont marqué l'histoire de la ville : 1471, 1551, 1604, 1605, 1739, 1741, 1768, 1795, 1801, 1808, 1815, 1827, 1834, 1840, 1846, 1907, 1933, 1958, 1998, 2002 et 2014.

### Milieux naturels et biodiversité
Aucun espace naturel présentant un intérêt patrimonial n'est recensé sur le territoire de la commune dans l'inventaire national du patrimoine naturel,,.

## Urbanisme

### Typologie
Au 1er janvier 2024, Alès est catégorisée centre urbain intermédiaire, selon la nouvelle grille communale de densité à sept niveaux définie par l'Insee en 2022.
Elle appartient à l'unité urbaine d'Alès, une agglomération intra-départementale regroupant 22 communes, dont elle est ville-centre,,. Par ailleurs la commune fait partie de l'aire d'attraction d'Alès, dont elle est la commune-centre,. Cette aire, qui regroupe 64 communes, est catégorisée dans les aires de 50 000 à moins de 200 000 habitants,.

### Occupation des sols
L'occupation des sols de la commune, telle qu'elle ressort de la base de données européenne d’occupation biophysique des sols Corine Land Cover (CLC), est marquée par l'importance des territoires artificialisés (76,9 % en 2018), en augmentation par rapport à 1990 (71,1 %). La répartition détaillée en 2018 est la suivante : zones urbanisées (64,3 %), zones agricoles hétérogènes (13,3 %), zones industrielles ou commerciales et réseaux de communication (12,7 %), forêts (7,6 %), milieux à végétation arbustive et/ou herbacée (1,5 %), cultures permanentes (0,6 %). L'évolution de l’occupation des sols de la commune et de ses infrastructures peut être observée sur les différentes représentations cartographiques du territoire : la carte de Cassini (XVIIIe siècle), la carte d'état-major (1820-1866) et les cartes ou photos aériennes de l'IGN pour la période actuelle (1950 à aujourd'hui).

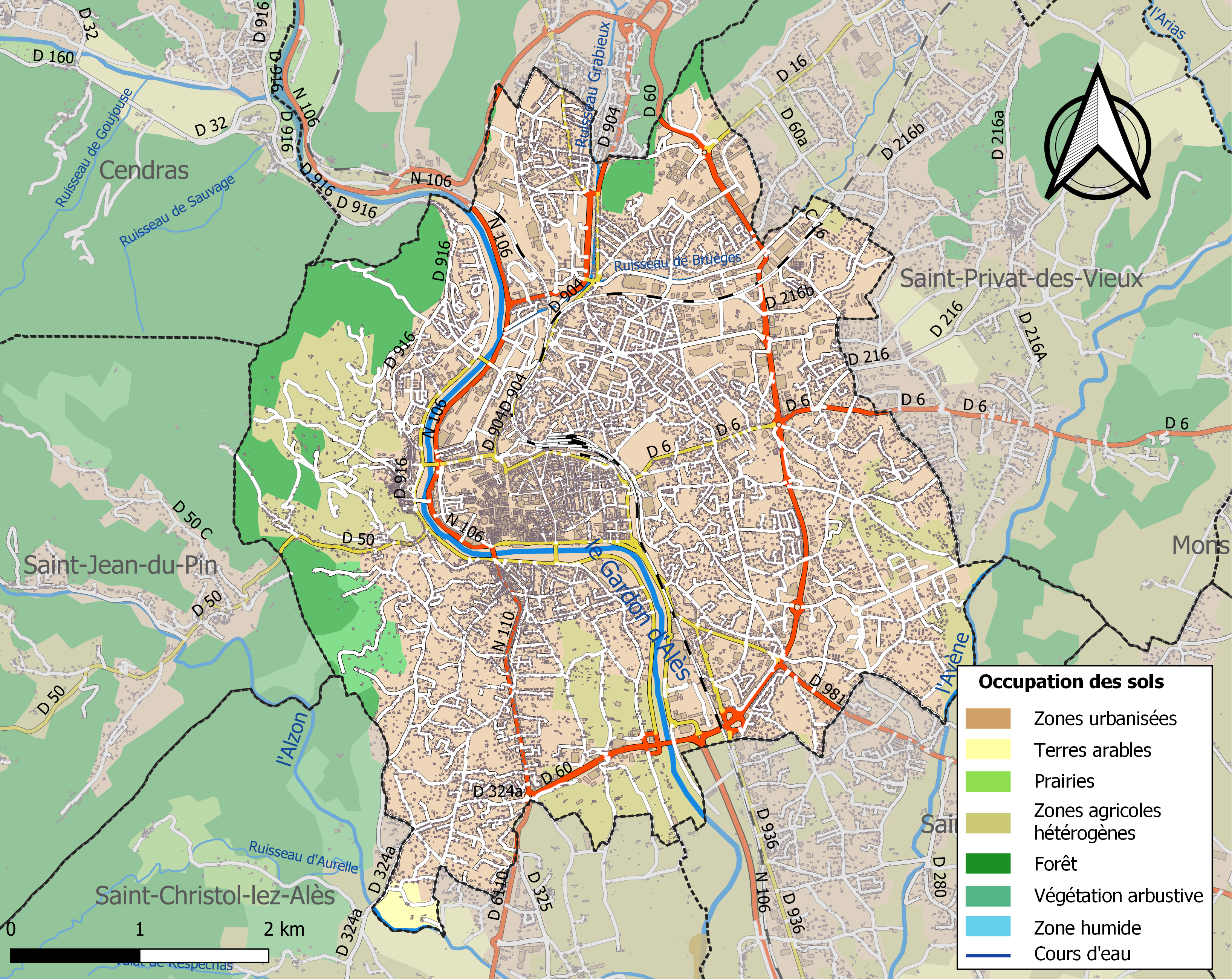
Carte des infrastructures et de l'occupation des sols de la commune en 2018 (CLC).

### Voies de communication et transports

#### Transport aérien
La commune dispose de deux aérodromes à proximité : l'aérodrome d'Alès Cévennes à Deaux et l'aérodrome de La Grand'Combe à Champclauson un quartier de La Grand-Combe.

#### Transports en commun
Le réseau Transports en commun du bassin d'Alès nommé « Ales'y », s'étend sur cent communes du bassin alésien. Il est divisé en deux zones. La gare routière, située juste à côté de la gare SNCF en centre-ville, constitue le nœud du réseau urbain et suburbain. Alès est également desservie par plusieurs lignes régionales du réseau liO.

#### Routes
- RN 106 : Nîmes - Alès - Florac - Mende
- D 6 : Alès - Bagnols-sur-Cèze
- D 6110 : Alès - Montpellier, par Lédignan et Sommières
- D 981 : Alès - Uzès - Avignon
- D 904 : Alès - Saint-Ambroix - Aubenas
- D 16 : Alès - Salindres - Barjac - Vallon-Pont-d'Arc
- D 906 : Alès - Génolhac - Villefort - Langogne - Le Puy-en-Velay
- D 60 : Rocade d'Alès

#### Rail

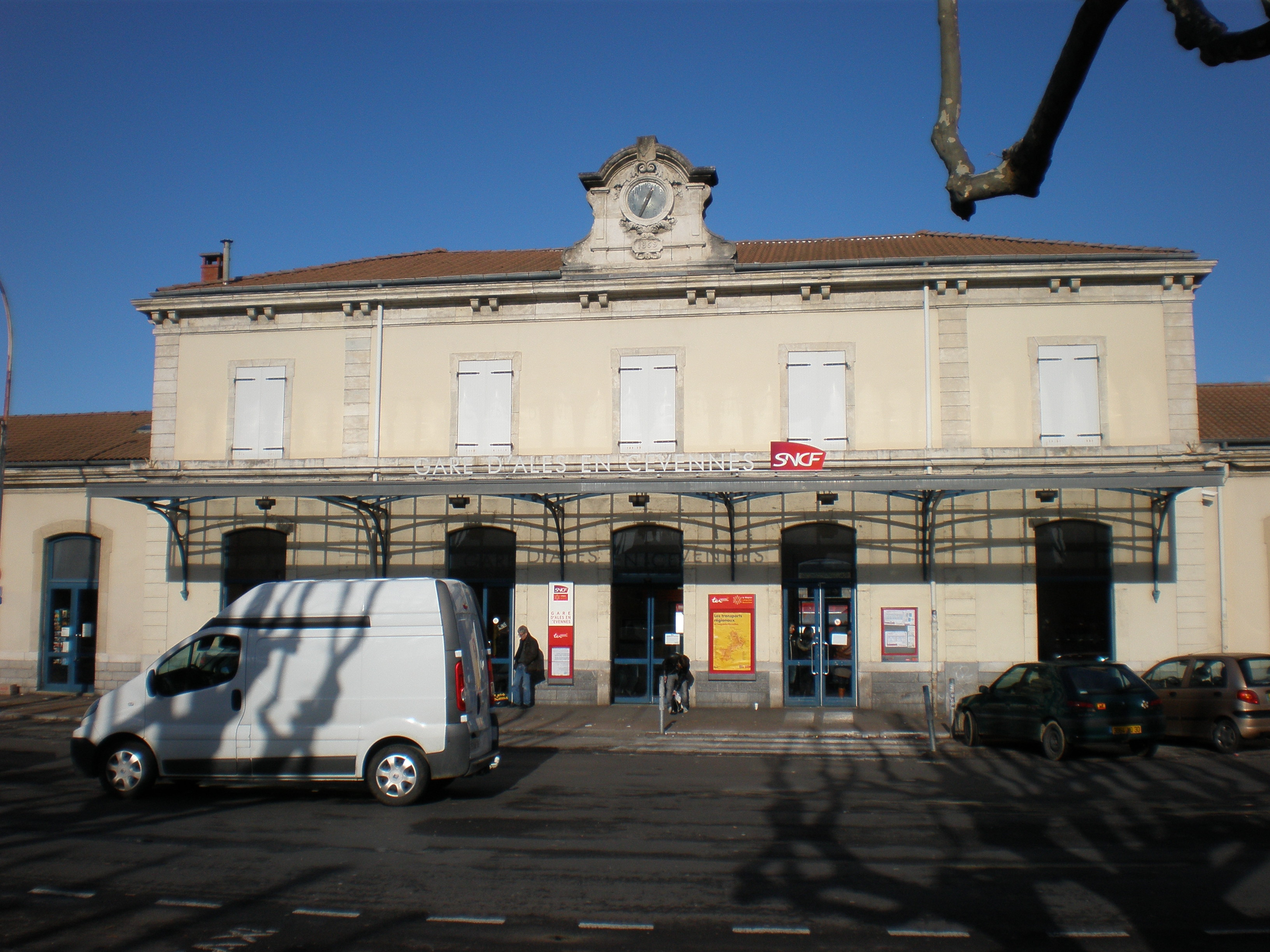
La gare SNCF.

Reliée au réseau SNCF (ligne Saint-Germain-des-Fossés - Nîmes-Courbessac), le train « Le Cévenol » qui reliait Paris à Marseille par la ligne des Cévennes a été limité en 2007 à la partie entre Marseille et Clermont-Ferrand, puis en 2012 à la partie entre Nîmes et Clermont-Ferrand. Il est nécessaire d'effectuer une correspondance à Clermont-Ferrand pour rejoindre Paris depuis la ligne des Cévennes. Pour rejoindre Paris, il est aussi possible de passer par Nîmes puis d'emprunter un TGV. Le temps de parcours moyen est de 4 h / 4 h 30 min selon les correspondances.

## Histoire

### Époque gallo-romaine
Certaines dénominations de quartiers, comme Larnac ou Croupilhac, témoignent de l'existence d'exploitations agricoles à l'époque gallo-romaine[réf. nécessaire].
Les fouilles sur la colline de l'Ermitage ont permis de mettre au jour des vestiges d'habitats gaulois du Ier siècle av. J.-C., dont une mosaïque de l'époque de Jules César (première moitié du Ier siècle av. J.-C.). Ses dimensions (35 m2) et la qualité de ses décors permettent de situer Alès comme un oppidum tirant profit de sa situation à la frontière de la Gaule indépendante et de la province romaine de Gaule transalpine pour établir un commerce fructueux.
Un premier état de sol avec de la chaux a été retrouvé sous la mosaïque, datant de quelques années auparavant, ce qui laisse à penser qu'un « premier » état mosaïqué a existé.

### Moyen Âge
Alès était une cité sur la voie Régordane entre Le Puy-en-Velay et Saint-Gilles.
La Maison d'Anduze puis sa descendante Narbonne-Pelet était suzeraine d'Alès. On retrouve Raymond Pelet, coseigneur d'Alès, participant à la première croisade.

### XVIIeetXVIIIesiècles
En 1629, Louis XIII assiège la ville, alors haut-lieu de la résistance protestante, qui capitule après neuf jours. Le dimanche 17 juin 1629 au matin, Alès se rend, les quelques 2 300 hommes présents en ses murs ne peuvent rien devant l'armée du roi. Louis XIII fait son entrée à la tête de ses troupes par la porte de la Roque, accompagné par Richelieu en habit militaire. Les huguenots sont autorisés par le roi à partir pour Anduze contre la promesse expresse de ne plus porter les armes contre le roi. Le 28 juin 1629, Richelieu accorde aux protestants la paix d'Alès ou l'Édit de grâce. Cet édit, qui leur retire les places fortes mais leur confirme les garanties religieuses de l'édit de Nantes, est signé par Richelieu au camp de Lédignan. Louis XIII aurait logé à l'auberge du Coq Hardi, dans la Grand'rue. Cette rue, aujourd'hui disparue comme tout le quartier, se situait au bas de l'actuelle rue Jules-Cazot. On peut voir le blason au restaurant du Coq Hardi, rue Mandajors. Dans la seconde moitié du XVIIe siècle la famille de Bérard de Montalet (éteinte en 1901) portait le titre de baron d'Alès.
Un fort de type Vauban, à l'instar de la citadelle de Montpellier, est bâti après la révocation de l'édit de Nantes sur un point haut de la vieille ville, à l'emplacement des anciens châteaux des seigneurs afin d'y installer une garnison au milieu de la zone tenue par les protestants. Il abrite un temps une maison d'arrêt. Dans les premières années du XVIIIe siècle éclata la révolte populaire dite « des Camisards ». En 1694 est créé, sur ordre de Louis XIV, l'évêché d'Alais, dont les titulaires les plus actifs sont Charles de Bannes d'Avéjan et Jean-Louis du Buisson de Beauteville. Le dernier évêque, Louis-François de Bausset, abandonne son poste pendant la Révolution et l'évêché est supprimé peu après, en 1790.

### Époque industrielle

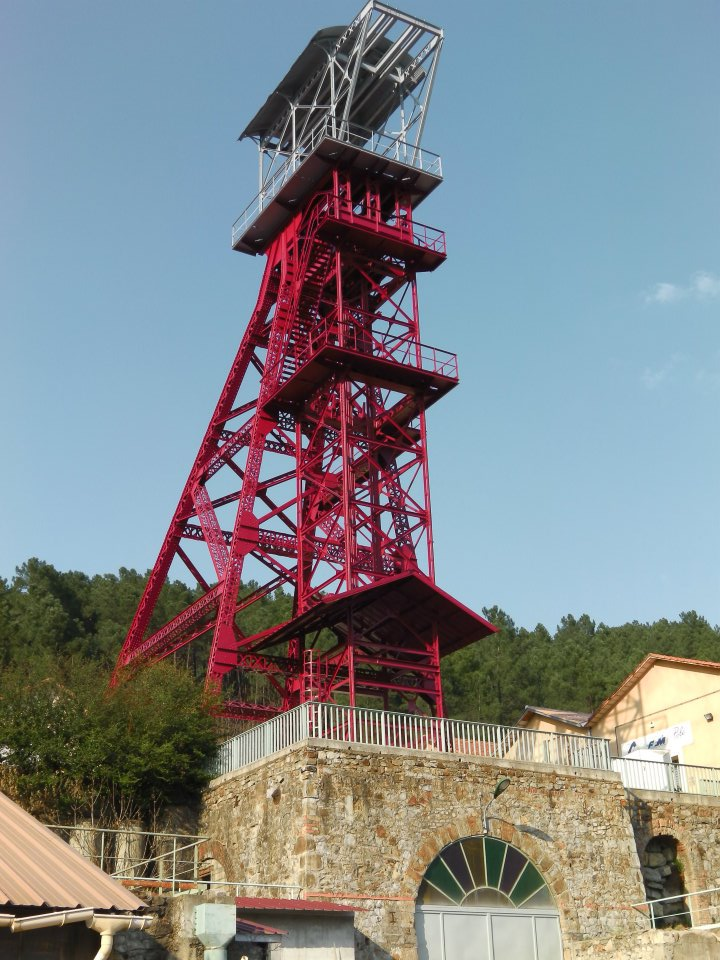
Mine de Ladrecht à Saint-Martin-de-Valgalgues au nord d'Alès, chevalement du puits Fontanes, fermée en 1985.

#### Industrie liée à la houille

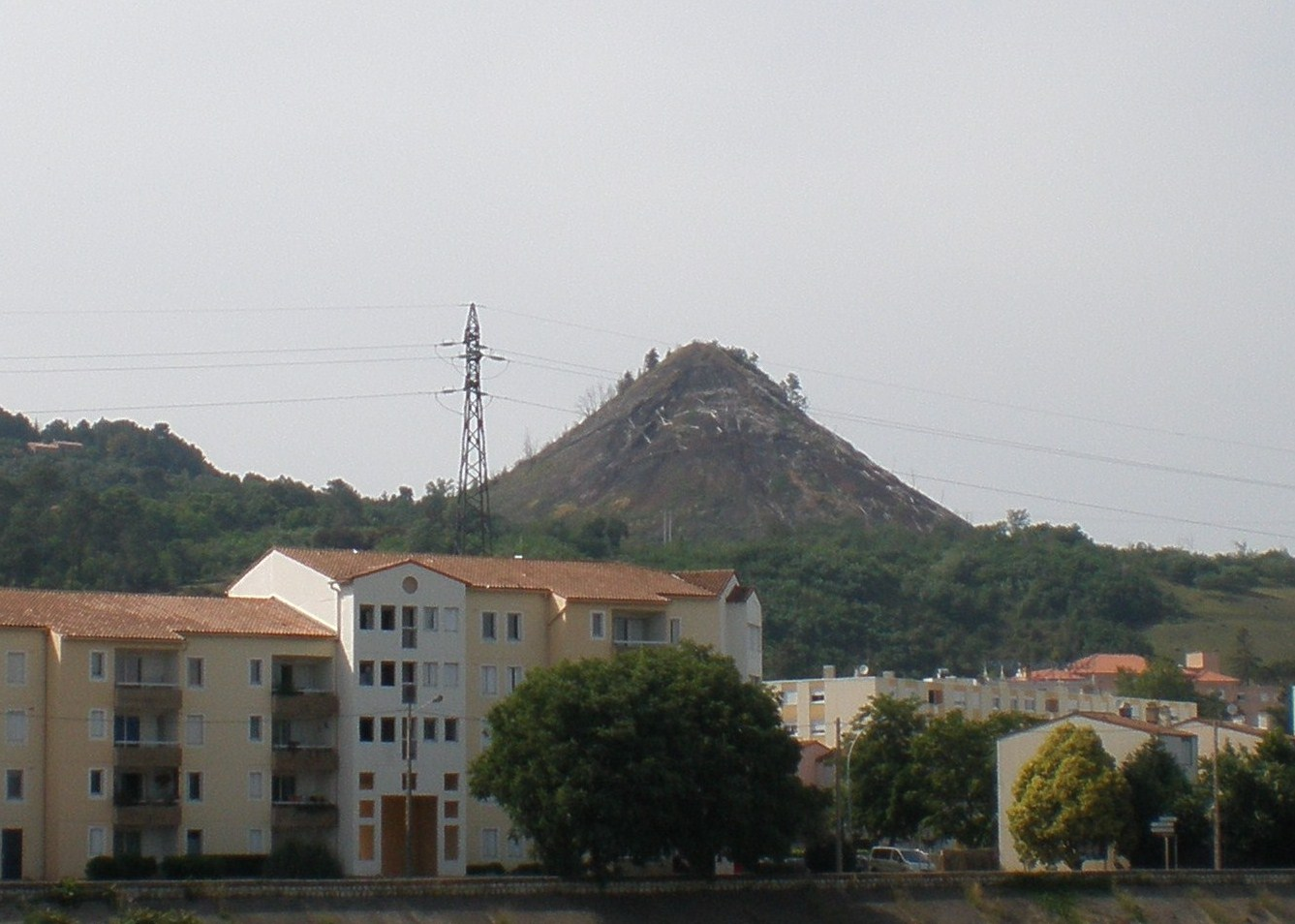
Le crassier du site de Rochebelle après sa combustion, en mai 2009.

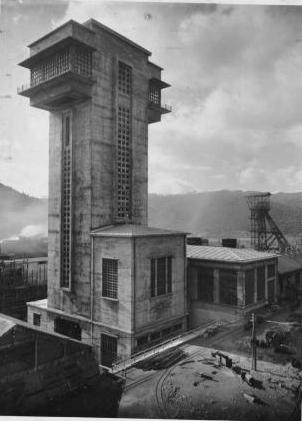
Sur le site de Ladrecht, le chevalement en béton du puits Destival (ici dans les années 1960) a été démoli en 2002, celui du puits Fontanes a été préservé.

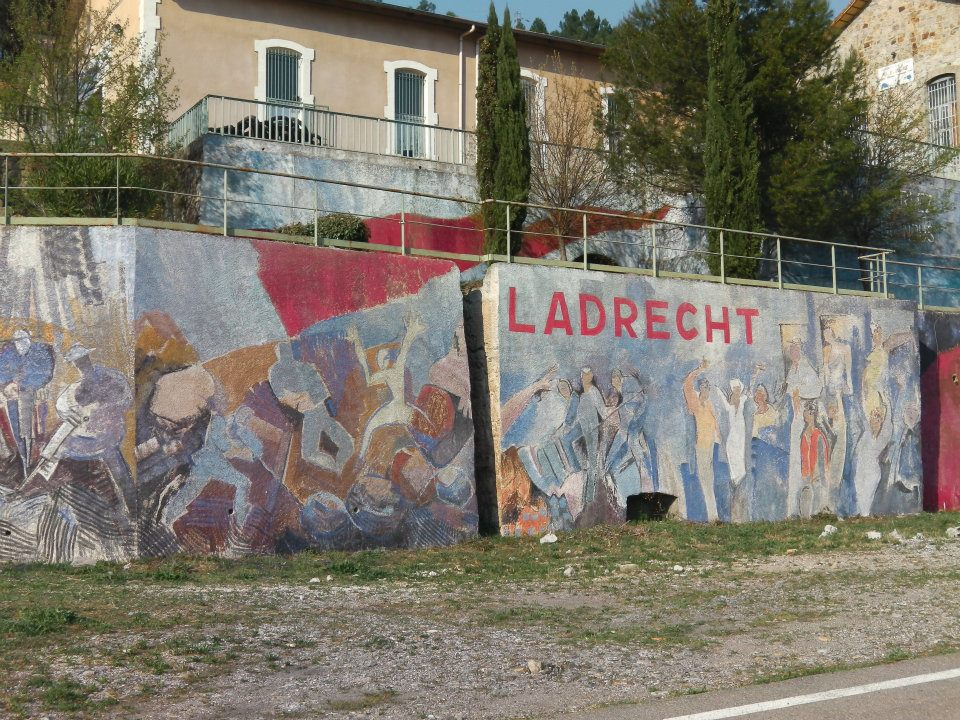
Fresque réalisée en 1981 sur le site de la mine de Ladrecht en souvenir de la grève des mineurs de 1980-1981.

Alès fut l'un des berceaux des charbonnages des Cévennes, à l'époque de Pierre-François Tubeuf et des premiers entrepreneurs du charbon français. Le charbon de terre est exploité depuis au moins le XIIIe siècle. La pénurie de bois qui survient au XVIIIe siècle stimule son exploitation. Le charbon est utilisé pour la production de chaux qui nécessite la cuisson de roche calcaire. Le charbon permet aussi de produire de l'acier. Ces exploitations étaient alors artisanales et indépendantes.
En 1773, l'entrepreneur Pierre-François Tubeuf obtient la concession exclusive des mines dans toute la région des Basses-Cévennes. Il fait creuser de nouveaux puits plus profonds et plus sophistiqués : systèmes de ventilation et de drainage. En 1788 Tubeuf crée la verrerie de Rochebelle et en confie la gestion à l'abbé Bérard.
Tubeuf entre en conflit avec les propriétaires terriens, et finalement, il est chassé en 1786. La concession dite « de Rochebelle et Cendras » est toutefois renouvelée à sa veuve et ses enfants en 1802.
1828 : cession à Bérard pour sa société d'exploration de mines qui est en train de créer les forges et fonderies de Tamaris, puis création de la société civile de Rochebelle et Trellys.
1834 : absorption par la Cie des Fonderies et Forges d'Alais qui exploite principalement pour l'usage de ses usines.
À partir du milieu du XIXe siècle et jusqu'au milieu du XXe siècle, l'histoire de la ville est intimement liée à l'extraction du charbon. Elle va devenir un important centre industriel de la région surtout à partir de 1840, date à laquelle Alais est reliée par la ligne de chemin de fer Beaucaire-La Grand-Combe (une des premières en France) grâce à Paulin Talabot. D'autres lignes furent ensuite créées pour transporter le charbon, notamment la ligne Alès-Bessèges. La ville d'Alais est alors le pôle principal du bassin houiller des Cévennes.
Le 22 septembre 1843, une ordonnance royale institua à Alais une école pratique destinée à former des maîtres-ouvriers-mineurs. Ce n'est qu'en novembre 1845 que la première promotion fut installée dans les locaux du collège d'Alais. Cet établissement est aujourd'hui une école d'ingénieurs réputée, l'École des mines d'Alès.
1873 : modification du nom en Cie des Mines, Fonderies et Forges d'Alais.
1878 : séparation difficile des activités et création avec des capitaux lyonnais de la S.A. des « Houillères de Rochebelle » qui renouvelle les installations, creuse de nouveaux puits de mine etc. Nationalisation en 1946 au sein des « Houillères du Bassin des Cévennes » (secteur sud). Concentration progressive sur le siège modernisé de Ladrecht (puits Fontanes et Destival).
Le site de Rochebelle, dans la commune, sur la rive droite du Gardon, a cessé son activité en 1968, celui de Ladrecht en 1985.
Du 5 mai 1980 au 10 juin 1981, une grève des mineurs de Ladrecht, fut la plus longue d'Europe avec occupation du fond (13 mois). Une grande peinture symbolique en solidarité avec les mineurs a été réalisée en 1981 sur le mur de soutènement en béton du puits Fontanes.
Aujourd'hui, si le chevalement métallique de Fontanes sur l'ancienne mine de Ladrecht a pu être sauvegardé dans le cadre de la communauté de communes du Grand Alès, si la molette du puits Destival a trouvé une place sur un rond-point de Saint-Martin-de-Valgalgues, le chevalement béton du puits Destival, très dégradé, présentait un danger pour les personnes qui travaillent sur le site (chutes de blocs de béton). Aussi, après consultation des collectivités, les autorités ont décidé de le démolir. Au cours de la démolition, le bâtiment voisin affecté à la collecte des déchets de la communauté de communes a d'ailleurs été très sérieusement endommagé.
Il était cependant important de maintenir sur ce lieu le souvenir de l'histoire industrielle et sociale ancrée dans la mémoire collective des populations du bassin minier d'Alès et de sa région.
Au nord-ouest de la ville, aux portes des habitations, s'élève le mont Ricateau (du nom d'un ancien directeur des houillères locales), crassier de l'ancien site minier de Rochebelle. Depuis un incendie de forêt (24 juillet 2004), ce terril est entré en combustion souterraine.

#### Production de soie
En juin 1865, Jean-Baptiste Dumas fait appel à son ancien élève, Louis Pasteur, pour venir étudier une maladie inconnue qui décime les élevages de vers à soie. Louis Pasteur arrive à Alais le 7 juin 1865 et s'installe à la magnanerie de Pont de Gisquet sur la route qui mène à Saint-Jean-du-Pin. Après quatre années de recherche, il découvre comment identifier les papillons malades et permet ainsi leur éradication avant que tout l'élevage ne soit infesté. Il sauve ainsi en partie l'industrie de la soie dans les Cévennes. Mais elle déclinera à cause de la concurrence asiatique, amplifiée par l'ouverture du canal de Suez.

#### Une difficile reconversion
Dans le cadre de la reconversion du bassin minier gardois, la Manufacture française de pianos (MFP) s'installa en 1973 à Alès. Elle a fabriqué des instruments sous la marque Rameau, Gaveau, Érard, puis Pleyel en 1997. En 2007, Pleyel a définitivement fermé son implantation alésienne (43 salariés).

### Autres aspects auxXIXeetXXesiècles
Aux élections municipales de 1935, la ville d’Alès élit un conseil municipal à majorité communiste (SFIC, l’ancêtre du PCF) et le maire Louis Chapon

### Seconde Guerre mondiale
Le régime de Vichy épure les conseils municipaux jugés trop à gauche : à partir de fin 1940, la ville est dirigée par une délégation spéciale nommée par le préfet et dirigée par Marcel Farger.
La ville est libérée par la 1re DB le 21 août 1944.
Condamné à mort le 22 novembre 1944 par la cour de justice de Nîmes, Marcel Farger est abattu lors de son transfert à Montpellier par les habitants d’Alès, qui lui reprochent la collaboration avec la répression des SS et n’oublient pas les charniers de Célas et de Saint-Hilaire-de-Brethmas

### Depuis la Libération

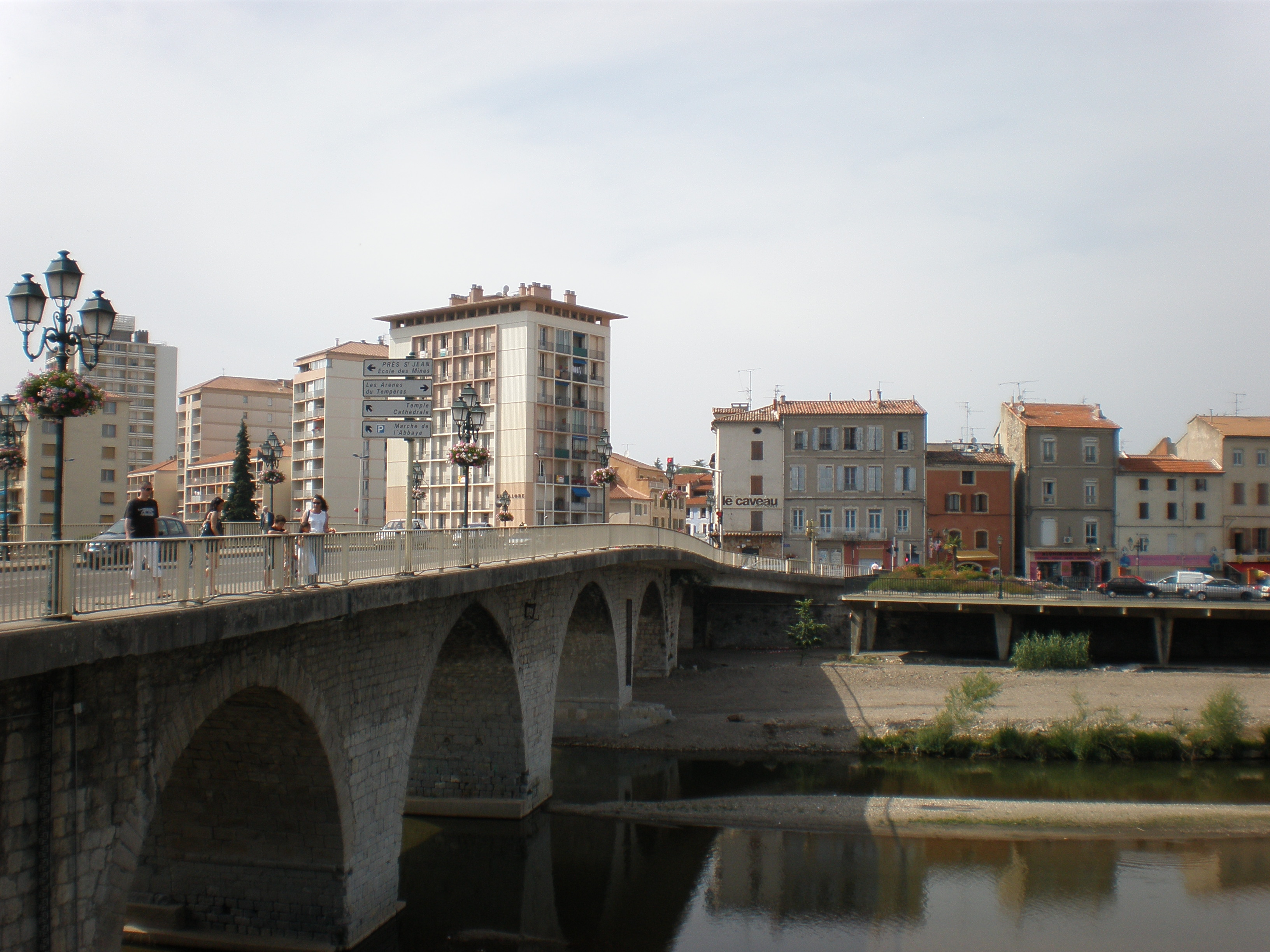
Cette photo montre la nette séparation entre les bâtiments anciens préservés (à droite) et les constructions récentes des années 1960 bâties sur la partie du centre ancien démoli.

#### Grève des mineurs de 1948

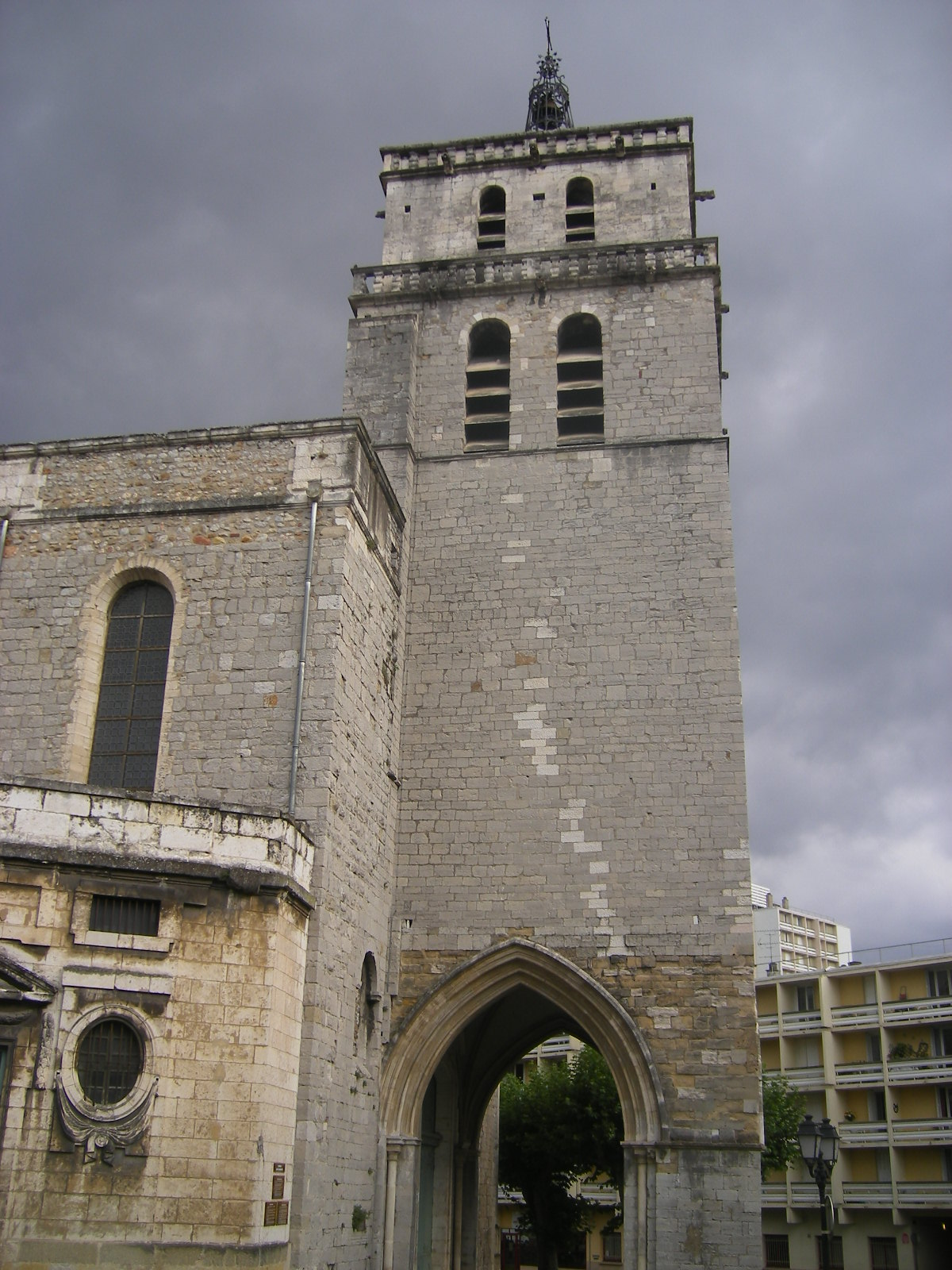
La cathédrale Saint-Jean-Baptiste côtoie les bâtiments modernes.

Le 28 octobre 1948, lors de la grande grève des mineurs, réprimée sur ordre du ministre socialiste Jules Moch qui envoie des blindés en Lorraine, les mineurs de la région d'Alès sont en grève. Lors d'une manifestation, un maçon solidaire, Max Chaptal, tente de franchir un barrage sur un pont. Il est abattu d'une rafale de mitrailleuse tirée d'un char. Les chars tirent au canon sur plusieurs barrages des grévistes. C'est à ce moment-là que naît le slogan CRS-SS,,. Un quai du centre-ville porte son nom en mémoire de cet évènement.

#### Centre-ville des années 1960
À la fin de l'année 1956 et durant les années 1960-70, sous les mandats de Paul Béchard et Roger Roucaute, une grande partie du centre historique d'Alès remontant à la période médiévale, en mauvais état général, située à l'ouest et au nord de la cathédrale en direction du Gardon, fut entièrement rasée pour laisser place à une architecture typique des « grands ensembles » des années 1960 de type ZUP et barres HLM. L'ancien lycée Jean-Baptiste-Dumas, édifié à la fin du XIXe siècle, sur le même modèle que celui du lycée Daudet de Nîmes, et auquel on accédait par une rotonde d'angle surmontée d'une horloge fut également démoli. Son espace abrite aujourd'hui le théâtre ("Le Cratère") et la médiathèque. L'ancien théâtre à l'italienne, installé au sein de l'ancienne église des Cordeliers donnant sur la place de l'Hôtel de ville, fut également démoli dans les années 1960. Le bâtiment de la "gare du Rhône" du début du XXe siècle, ancienne ligne reliant Alais à Bagnols-sur-Cèze, désaffecté, disparut…
Lors de cette période furent détruits : l'ancienne maison consulaire ; l'ancienne auberge du Coq Hardi dont la façade avait été certes remaniée en 1898 dans le « style troubadour » avec tour arborant mâchicoulis et créneaux ; de l'autre côté de la rue, une maison dont l'ornementation des arcades « en pointe » au rez-de-chaussée et les fenêtres à croisée de meneaux des étages faisaient la transition entre le gothique flamboyant et la Renaissance, elle datait aussi du milieu du XIXe siècle et ne manquait pas de compléter cet ensemble fort pittoresque. Dans le quartier de la rue Soubeyranne : l'ancien couvent des Dominicains avec son cloître à voûtes d’arêtes, ses escaliers à balustres ; la chapelle de la Présentation surmontée d'un clocher pointu en tuiles d'écailles vernissées à pans coupés ; l'ancien hôtel des « Ours de Mandajors » d'époque Louis XV aux riches décors intérieurs ; la place du Marché - de forme rectangulaire - à proximité des quais du Gardon et dont les rez-de-chaussée des maisons comportaient soixante arcades (cette place dont l'ordonnancement n'était pas sans rappeler celles de Sommières ou d'Uzès était prolongée d'une rue arborant le même type d'architecture) ; la « maison des Appeaux » ; la « maison Ollier » pourtant inscrite à l'inventaire des monuments historiques en 1955 et qui arborait, pour sa part, une remarquable façade d'époque Louis XV richement ornée de sculptures et balcons ouvragés ; la place de l'Abbaye qui comportait encore des vestiges de l'ancienne abbaye Sainte-Claire, etc. Signalons enfin la disparition de nombreuses rues et passages étroits, parfois couverts, des venelles, avec des arches de soutènement comme à Sommières.

## Toponymie

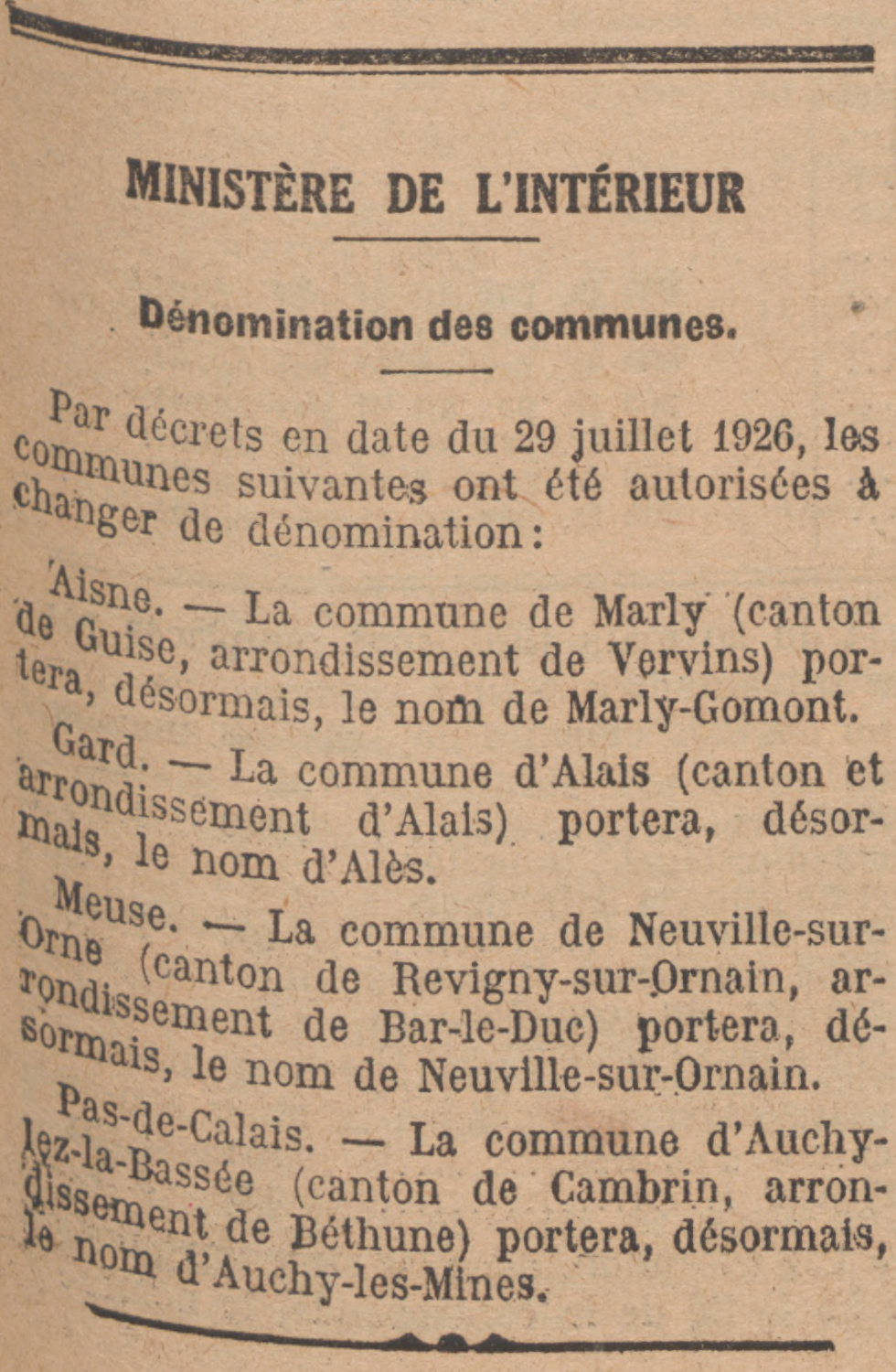
Extrait du Journal officiel du 8 août 1926 officialisant la nouvelle dénomination Alès.

Le nom d'Alès est attesté sous la forme Alesto (sans date) à l'époque mérovingienne, ensuite sous la forme latinisée Alestum en 1120, puis Alest en 1190 et 1344, Alez ou Allès en 1435, Alais à partir de 1694. Le décret du 29 juillet 1926, paru dans le Journal officiel le 8 août, change la graphie du toponyme de la ville, ainsi que des dénominations du canton et de l'arrondissement qui en découlent, en Alès.
Sous l'impulsion du professeur Artigues, Alais devient donc Alès. À la fin des années 1980, la municipalité essaie de renommer la ville Alès-en-Cévennes afin de bénéficier des retombées d'images positives liées aux Cévennes. Albert Dauzat et Charles Rostaing considèrent le radical Al- comme une racine pré-latine obscure. Ils identifient un suffixe pré-latin -estum. Ils rapprochent ce nom d’Alles-sur-Dordogne (Alas 1228, Alès jusqu'au XIXe siècle).
Les habitants d'Alès sont nommés les Alésiens.

## Politique et administration

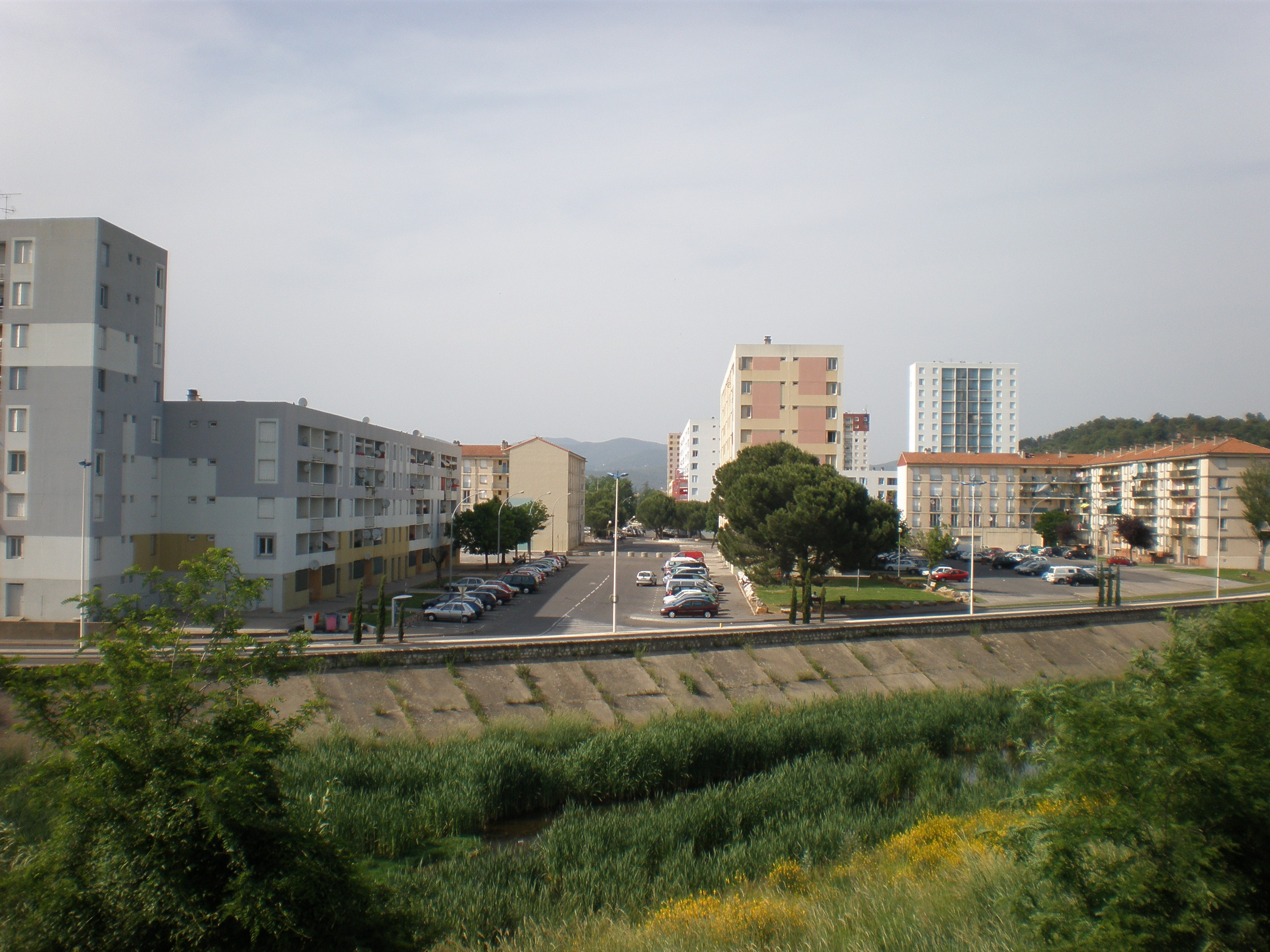
Le quartier des Cévennes, grand ensemble de logements, construit dans les années 1970.

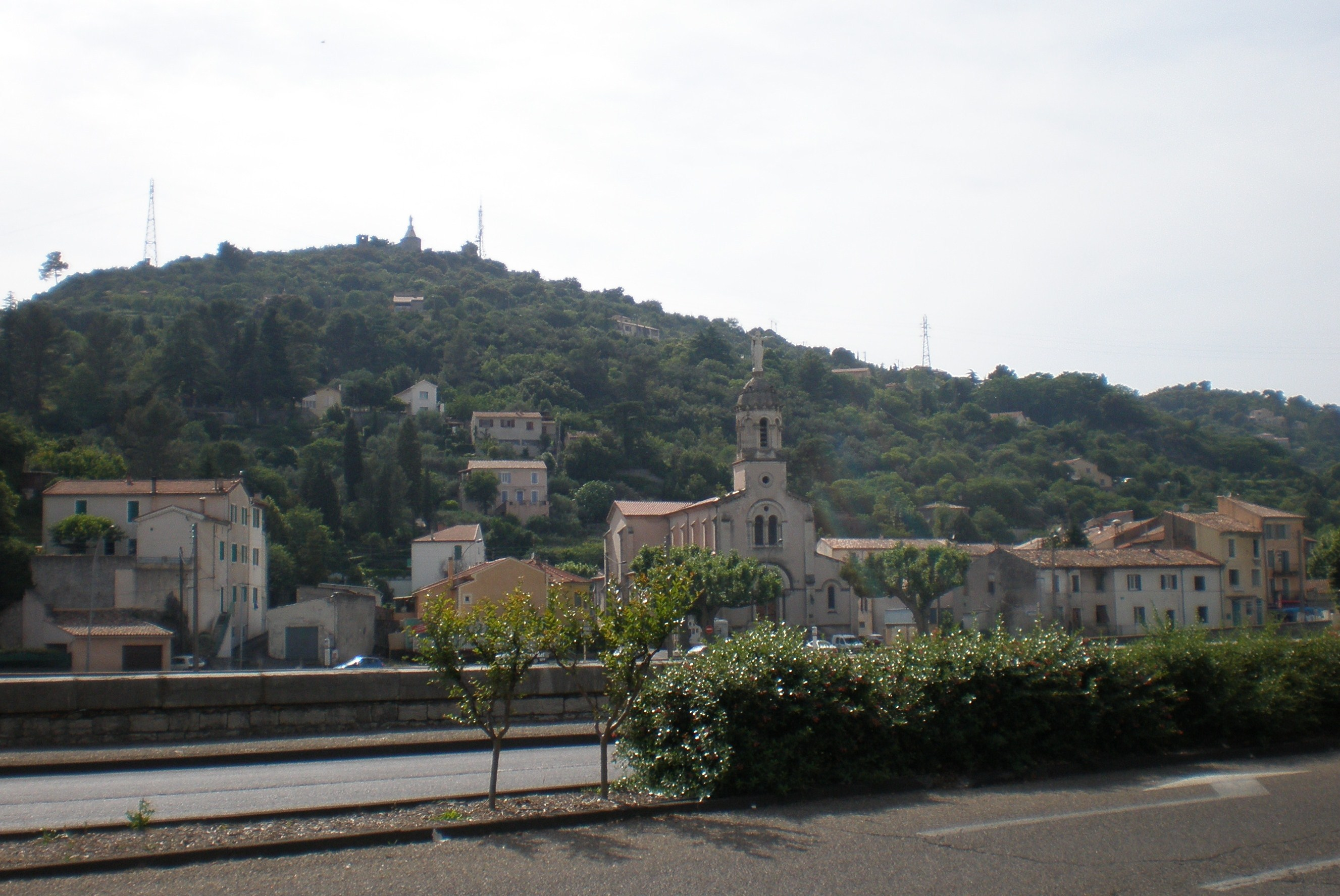
Le quartier de Rochebelle, sur la rive droite du Gardon.

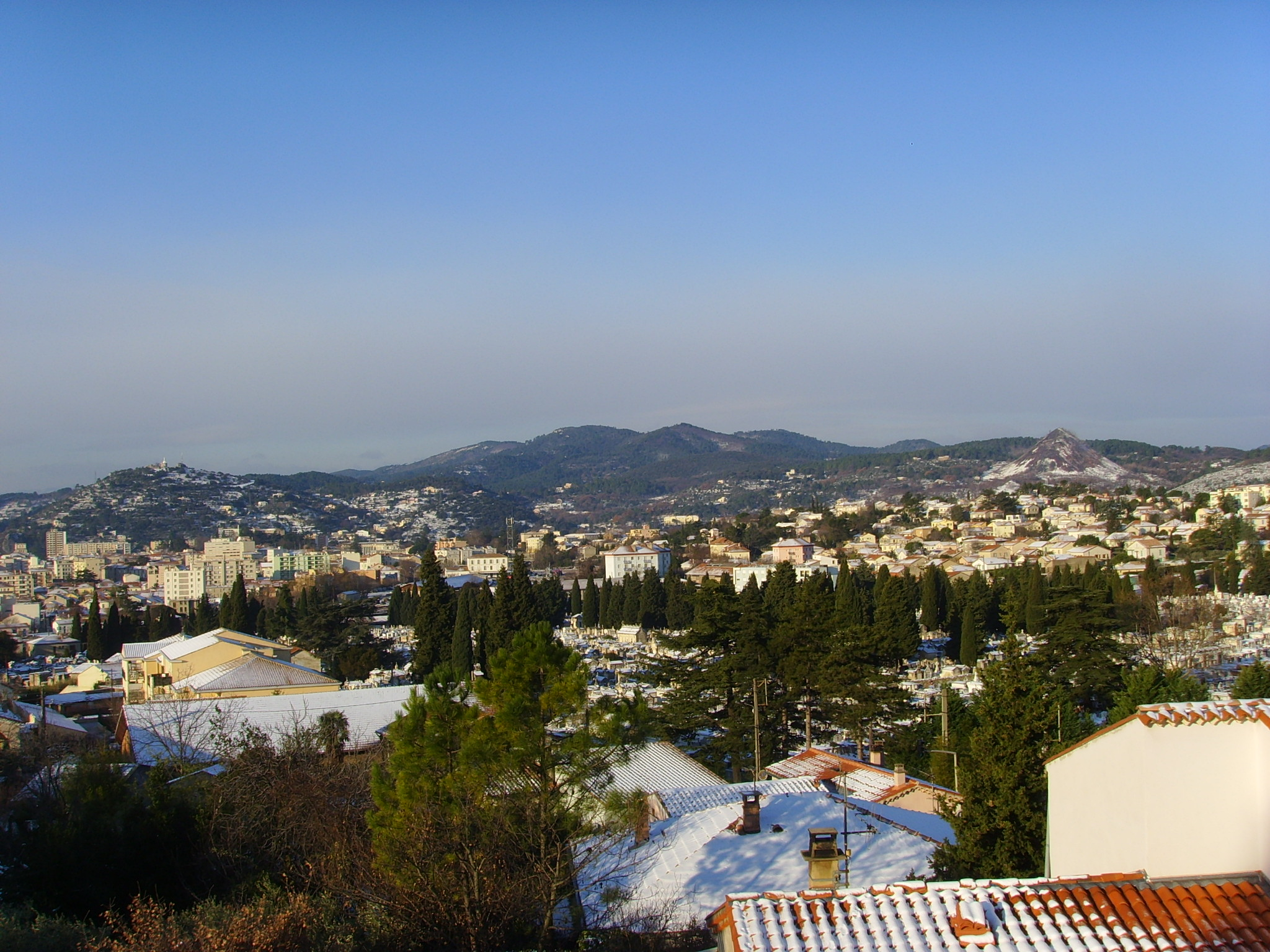
Alès, sous la neige, vue depuis Conilhères en janvier 2010.

### Rattachements administratifs et électoraux

#### Circonscriptions de rattachement
Alès est l'une des deux sous-préfectures du Gard, avec Le Vigan. L'arrondissement d'Alès comprend actuellement six cantons et quatre-vingt-seize communes.
Depuis le redécoupage cantonal de 2014, la commune est divisée en trois cantons dont elle est le bureau centralisateur : Alès-1, Alès-2 et Alès-3. Avant cette date, Alès était le chef-lieu des cantons d'Alès-Ouest, Alès-Nord-Est et Alès-Sud-Est.
En ce qui concerne l'élection des députés, la commune fait partie des quatrième et cinquième circonscription du Gard, respectivement représentées par Pierre Meurin (RN) depuis juin 2022 et Alexandre Allegret-Pilot (UDR) depuis juillet 2024.

#### Intercommunalité
De 1993 à fin 2012, date de sa dissolution, Alès est membre et siège de la communauté d'agglomération du Grand Alès. La commune est aussi membre depuis sa création en 2004 du syndicat mixte du Pays Cévennes. 
Début 2013 est créée la communauté d’agglomération Alès Agglomération, issue de la fusion de la communauté d'agglomération du Grand Alès avec d'autres intercommunalités du département du Gard, dont Alès est le siège et la principale ville en termes de population.

#### Institutions judiciaires
Alès est le siège d'un tribunal judiciaire.

### Administration municipale
Le nombre d'habitants au dernier recensement étant compris entre 40 000 et 49 999, le nombre de membres du conseil municipal est de 43.

### Tendances politiques et résultats
La ville d'Alès, dont les tendances politiques ont été longtemps de gauche voire d'extrême gauche car influencées par son histoire faite de luttes des classes (grèves des mineurs, etc.), se trouve dans une tendance politique plutôt de droite voire d'extrême droite et ce depuis la mise en place de Max Roustan successivement UDF, UMP, LR  : dès 1995 et jusqu'au 15 mars 2025, soit presque 30 ans de mandat municipal. Les élections présidentielles de 2022 ont, dans le bassin alésien, mené Marine Le Pen devant Jean-Luc Mélenchon avec 26,37 % contre 26,14 % pour la France Insoumise. Les législatives de 2022, quant à elles, ont permis au Rassemblement National d'obtenir 54,49 % des suffrages contre 45,51 % pour le mouvement de Nouvelle Union Populaire Écologique et sociale. 

A la suite de la démission de Max Roustan, un conseil municipal se tient le samedi 15 mars 2025 et Christophe Rivenq (Les Républicains) est élu maire d'Alès.

### Liste des maires
Depuis la Libération, huit maires se sont succédé à la tête d'Alès :
| Période        | Période                   | Identité          | Étiquette                  | Qualité |
| -------------- | ------------------------- | ----------------- | -------------------------- | --- |
| mai 1945       | octobre 1947              | Gabriel Roucaute  | PCF                        | Ouvrier métallurgiste Député du Gard (1945 → 1958) Conseiller général de la Grand-Combe (1945 → 1951) |
| octobre 1947   | décembre 1948 (démission) | Paul Béchard      | SFIO                       | Industriel, ingénieur électricien Député du Gard (1945 → 1948 et 1951 → 1955) Conseiller général d'Alès-Est (1945 → 1951) Secrétaire d'État (entre 1946 et 1948)                                                                                          |
| janvier 1949   | avril 1953                | Marcel Barreau    | SFIO                       | Professeur de lycée Conseiller général d'Alès-Ouest (1949 → 1955) |
| avril 1953     | septembre 1953            | Gabriel Roucaute  | PCF                        | Ouvrier métallurgiste Député du Gard (1945 → 1958) |
| septembre 1953 | octobre 1953              | Fernand Sernoux   |                            | Président de la délégation spéciale |
| octobre 1953   | mars 1965                 | Paul Béchard      | SFIO                       | Industriel, ingénieur électricien Député du Gard (1945 → 1948 et 1951 → 1955) Député de la 4e circ. (1958 → 1967) Sénateur du Gard (1955 → 1958) Conseiller général de Pont-Saint-Esprit (1958 → 1973) Président du conseil général du Gard (1961 → 1973) |
| mars 1965      | avril 1985 (démission)    | Roger Roucaute    | PCF                        | Employé communal, ancien résistant Député de l'Ardèche (1945 → 1951 et 1956 → 1958) Député du Gard (3e circ.) (1962 → 1978) |
| avril 1985     | mars 1989                 | Gilbert Millet    | PCF                        | Médecin généraliste Député du Gard (4e circ.) (1967 → 1968, 1973 → 1981 et 1988 → 1993) |
| mars 1989      | juin 1995                 | Alain Fabre       | PS puis DVG                | Professeur de mathématiques Président de la CC du Grand Alès (1993 → 1995) |
| juin 1995      | mars 2025 (démission)     | Max Roustan       | UDF-PR puis DL puis UMP-LR | Professeur d'enseignement technique, apiculteur Député du Gard (4e circ.) (1993 → 1997 et 2002 → 2012) Sénateur du Gard (2017, démissionnaire) Conseiller régional du Languedoc-Roussillon (1998 → 2002) Président d'Alès Agglomération (2013 → 2020)     |
| mars 2025      | En cours                  | Christophe Rivenq | LR                         | Cadre supérieur Premier adjoint au maire (2020 → 2025) Conseiller régional du Languedoc-Roussillon (2010 → 2015) Conseiller régional d'Occitanie (2015 → ) Président d'Alès Agglomération (2020 → )                                                       |

### Jumelages
- Bílina (Tchéquie)
- Kilmarnock (Écosse)
- Herstal (Belgique)

## Population et société

### Démographie
L'unité urbaine d'Alès compte 97 903 habitants (en 2019). La communauté d'agglomération Alès Agglomération compte 131 717 habitants (en 2019). L'aire urbaine d'Alès compte 115 428 habitants (en 2017). Enfin, l'arrondissement d'Alès compte 150 179 habitants (en 2018).

#### Évolution démographique
L'évolution du nombre d'habitants est connue à travers les recensements de la population effectués dans la commune depuis 1793. Pour les communes de plus de 10 000 habitants les recensements ont lieu chaque année à la suite d'une enquête par sondage auprès d'un échantillon d'adresses représentant 8 % de leurs logements, contrairement aux autres communes qui ont un recensement réel tous les cinq ans,.

En 2022, la commune comptait 45 025 habitants, en évolution de +12,65 % par rapport à 2016 (Gard : +2,97 %, France hors Mayotte : +2,11 %).
| 1793   | 1800  | 1806  | 1821  | 1831   | 1836   | 1841   | 1846   | 1851   |
| ------ | ----- | ----- | ----- | ------ | ------ | ------ | ------ | ------ |
| 10 020 | 8 944 | 9 387 | 9 906 | 12 077 | 13 566 | 15 884 | 17 838 | 18 871 |

| 1856   | 1861   | 1866   | 1872   | 1876   | 1881   | 1886   | 1891   | 1896   |
| ------ | ------ | ------ | ------ | ------ | ------ | ------ | ------ | ------ |
| 20 084 | 20 257 | 19 964 | 19 230 | 20 893 | 22 255 | 22 514 | 24 356 | 24 382 |

| 1901   | 1906   | 1911   | 1921   | 1926   | 1931   | 1936   | 1946   | 1954   |
| ------ | ------ | ------ | ------ | ------ | ------ | ------ | ------ | ------ |
| 24 940 | 27 435 | 29 831 | 36 455 | 42 021 | 43 248 | 41 385 | 34 731 | 36 893 |

| 1962   | 1968   | 1975   | 1982   | 1990   | 1999   | 2006   | 2011   | 2016   |
| ------ | ------ | ------ | ------ | ------ | ------ | ------ | ------ | ------ |
| 41 360 | 42 818 | 44 245 | 43 268 | 41 037 | 39 346 | 39 943 | 40 851 | 39 970 |

| 2021   | 2022   | - | - | - | - | - | - | - |
| ------ | ------ | - | - | - | - | - | - | - |
| 43 892 | 45 025 | - | - | - | - | - | - | - |

#### Pyramide des âges
En 2018, le taux de personnes d'un âge inférieur à 30 ans s'élève à 33 %, soit au-dessus de la moyenne départementale (32,6 %). À l'inverse, le taux de personnes d'âge supérieur à 60 ans est de 32,5 % la même année, alors qu'il est de 29,6 % au niveau départemental.
En 2018, la commune comptait 18 684 hommes pour 22 118 femmes, soit un taux de 54,21 % de femmes, largement supérieur au taux départemental (51,82 %).
Les pyramides des âges de la commune et du département s'établissent comme suit.
| Hommes | Classe d’âge | Femmes |
| ------ | ------------ | ------ |
| 1,1    | 90 ou +      | 3,0    |
| 9,1    | 75-89 ans    | 13,2   |
| 17,9   | 60-74 ans    | 20,2   |
| 19,8   | 45-59 ans    | 19,4   |
| 15,4   | 30-44 ans    | 14,2   |
| 20,9   | 15-29 ans    | 15,7   |
| 15,8   | 0-14 ans     | 14,4   |

| Hommes | Classe d’âge | Femmes |
| ------ | ------------ | ------ |
| 0,9    | 90 ou +      | 2      |
| 8,3    | 75-89 ans    | 10,6   |
| 19,4   | 60-74 ans    | 19,9   |
| 20,4   | 45-59 ans    | 20,3   |
| 16,8   | 30-44 ans    | 17     |
| 16,4   | 15-29 ans    | 14,2   |
| 17,8   | 0-14 ans     | 15,8   |

### Enseignement
La commune d'Alès possède cinq lycées : les lycées Jean-Baptiste-Dumas, de La Salle, Jacques-Prévert, Bellevue et le lycée professionnel privé Cévenol.

#### Enseignement supérieur et recherche
- IMT Mines Alès, grande école d'ingénieurs.
- Institut de formation en soins infirmiers (I.F.S.I.) et aides-soignants du centre hospitalier d'Alès. L’Institut coopère, par l’intermédiaire de son centre de documentation, avec la Bibliothèque de l’Université de Montpellier. Il propose une offre documentaire adaptée aux besoins des futurs professionnels. L’Institut accueille 220 étudiants en formation initiale, et des professionnels de santé du territoire, en formation continue (formations tutorat, soins d’urgence)[49].
- Institut européen de mécanique sportive (I.E.M.S.), fondé en 1989. Grande école de techniciens supérieurs en compétition automobile.
- DIGIT'Alès, fondé en 2019. Campus dédié aux technologies numériques.

### Santé
Territoire enclavé considéré comme un "désert médical" et visité dans la nuit du 24 au 25 août 2023 par Aurélien Rousseau, alors nouvellement élu ministre de la Santé et de la Prévention et natif gardois, fonctions dont il va démissionner en décembre de la même année, la ville d'Alès met à disposition de ses citoyens un hôpital, faute de médecins remplaçants, pour faire face aux besoins en services médicaux de sa population. L'hôpital d'Alès a ainsi endossé la crise du Coronavirus : afin de répondre aux demandes grandissantes des patients, il a "déprogrammé" certains soins de manière à assumer ceux que la pandémie a ajoutés aux exigences antérieures à cette dernière.

### Manifestations culturelles et festivités
- Concert de l'Épiphanie, concert gratuit de musique classique, au Cratère (premier dimanche de janvier).
- Début mars, le Festival Cinéma d'Alès Itinérances propose plus de deux cents films dans six salles de la ville et accueille tous les ans près de 45 000 spectateurs.
- Festival de la Meuh Folle (mars), festival de musiques actuelles.
- Fête de la BD "Gardons la Bulle" créée en 2017, durant les vacances de printemps. Cette manifestation accueille une vingtaine d'auteurs de BD et propose diverses animations pour fêter le 9e art.
- Depuis 2004, Alès accueille dans le quartier de Rochebelle une structure labellisée Pôle national cirque : la Verrerie d'Alès. Ce centre de création organise deux festivals de cirque : inCIRCus (juin)[53] et TEMPS DE CIRQUES (novembre) qui parcourt le Gard, l'Hérault et l'Aude[54].
- Week-end de l'Ascension, feria d'Alès dans les arènes du Tempéras. La ville est membre de l'Union des villes taurines françaises.
- Semaine des Fous Chantants d'Alès, dernière semaine de juillet. Mille choristes travaillent ensemble durant une semaine sous la direction de chefs de chœur internationaux en hommage musical à un grand chanteur francophone. Concert final le dernier samedi de juillet.
- Cratère Surfaces, festival des arts de la rue crée en 1999 ayant lieu chaque mois de juillet[55],[56].
- Estiv'Alès, animations en cœur de ville (juillet-août).
- Fête des associations (septembre).
- Semaine cévenole. Cet événement gratuit, créé en 2010 par la Ville d’Alès, vise à décliner, à chaque édition, un pan de l’histoire cévenole. Le programme comprend des défilés costumés dans les rues de la ville, un repas populaire en plein air, un marché artisanal avec ateliers de fabrication, un campement militaire, des projections de films, des spectacles vivants sur scène, des tournois de chevalerie, des feux d’artifice, des expositions, des visites guidées, des concerts.
- Festivités de Noël (décembre).

### Sports

#### Associations
- Tennis Club Alésien, fondé en 1921
- L'Olympique Alès en Cévennes, club de football fondé en 1923, évolue pour la saison 2023-24 en National 2
- Le Rugby club cévenol (RCC), club de rugby à XV fondé en 2014, évolue pour la saison 2021-2022 en Fédérale 3
- le Club Alès Cévennes Volley Ball, fondé en 1982, évoluait en 2016-2017 en Ligue B masculine avant que ne soit prononcée la liquidation du club
- Alès Cévennes HandBall (ACHB), fondé en 2016, évolue en 2022 en 1e division interdépartementale
- Alès Agglo Volley-Ball (AAVB), fondé en 2017
- Alès Cévennes Athlétisme (ACA)
- Centre équestre d'Alès (CEA)
- Ski Club Alésien, fondé en 1932
- Cercle Nautique Cévennes Alès
- Alès Mines HandBall (AMHB)

#### Équipements sportifs
- Stade Pierre-Pibarot
- Pôle Mécanique Alès-Cévennes
- Stade d'athlétisme Raphaël-Pujazon
- Centre nautique Le Toboggan (deux bassins dont un ludique)
- Halle des sports de Clavières
- Golf Club Alès Ribaute, à Ribaute-les-Tavernes
- Stade de la Montée de Silhol
- Piscine municipale d'été de Cauvel (deux bassins)
- Patinoire « Skating Center »
- Salle de roller de La Prairie
- Centre équestre
- FitPoints
- Parc de la Tour-Vieille, mini-golf

### Vie militaire
En 1906, le 1er bataillon du 40e régiment d'infanterie a été stationné à Alès.

### Médias

#### Presse écrite
Trois titres de presse sont distribués à Alès : le Midi libre, quotidien régional créé le 27 août 1944 à Montpellier et dont une agence est implantée à Alès depuis 1944 — l'édition locale couvre un territoire d'une centaine de communes, correspondant à l'arrondissement d'Alès — Cévennes Magazine, magazine sur l'histoire et la culture cévenole et le magazine hebdomadaire Objectif Gard, dont une agence est implantée à Alès.

#### Télévision
Deux chaînes de télévision locales sont diffusées à Alès et dans sa région : France 3 Languedoc-Roussillon et ViàOccitanie, sous l'appellation Vià Pays Gardois.

#### Radio
Plusieurs stations de radio FM locales émettent depuis Alès :
- 88.2 Radio Grille Ouverte : radio locale[57] ;
- 91.6 France Bleu Gard Lozère : station locale publique du Gard et de la Lozère. Ses studios se trouvent à Nîmes ;
- 95.4 Ràdio Lenga d'Òc : radio régionale en langue occitane qui émet ses programmes depuis le département de l'Hérault[58] ;
- 99.2 Radio 16 : radio locale associative de la Haute Vallée de la Cèze. Elle émet ses programmes depuis Bessèges[59] ;
- 102.8 Radio Nostalgie : rendez-vous d'information locaux le matin et à midi. Les studios se trouvent à Avignon ;
- 103.4 Radio Inter-val : radio locale cévenole dont les studios se situent à Saint-Christol-lès-Alès[60] ;
- 104 Radio Ding Dong : radio locale étudiante qui émet depuis le campus de l'école des Mines d'Alès ;
- 106.8 Radio Ecclesia : radio du diocèse de Nîmes ;
- 107.9 Totem : radio régionale avec décrochage local dont la rédaction alésienne se situe 17, rue Albert-1er[61].

#### Internet
L'actualité de la ville d'Alès est présentée sur internet par les sites ales.fr et objectifgard.com[réf. souhaitée].

## Économie

### Revenus
En 2018 (données Insee publiées en septembre 2021), la commune compte 19 469 ménages fiscaux, regroupant 38 306 personnes. La médiane du revenu disponible par unité de consommation est de 16 830 € (20 020 € dans le département). 33 % des ménages fiscaux sont imposés (43,9 % dans le département).
Avec environ un tiers, la ville compte une part importante de sa population vivant en quartier prioritaire, avec un taux de pauvreté important de près de 50 % des ménages.

### Logement
Engagé depuis 2017, un projet de rénovation de l'habitat des logements anciens, pour lequel la ville a investi 5 millions d'euros, est en cours encore en 2024. Également, un projet de renouvellement urbain, engagé depuis 2006 et nécessitant la démolition de nombreux logements, se poursuit encore en 2024, le dernier bâtiment concerné ayant été démoli en avril 2024. En effet, le programme Anru-1, a entraîné 69 millions d'euros d'investissements entre 2006 et 2020 dans le quartier des Cévennes. Le foncier sera remis à la Ville, précisent les Logis Cévenols aux Echos. « Le site deviendra soit un jardin familial, soit un espace public car, de toute manière, il ne peut rien y être fait d'autre », déclare auprès de Midi Libre Max Roustan, maire (LR) d'Alès. Au début de l'année 2024, la ville lance un nouveau programme concernant le logement où il est question, encore, de nombreuses démolitions : 494 logements concernés pour seulement 250 constructions de logements neufs et 4500 m2 de bureaux. La construction de logements à Alès, annoncée dans les différents programmes de renouvellement urbain et pour lesquels de larges financements ont été engagés par la ville, a attiré l'attention d'une association de lutte contre la corruption laquelle a cherché a prouver la responsabilité du maire de la ville, Max Roustan, en vain. En effet, privée de son agrément pour agir en justice, l’association anticorruption ne peut pas se constituer partie civile dans le cadre d’une enquête ouverte en 2019 en lien avec la construction de logements étudiants à l’École des Mines de la ville. La démolition de nombreux logements et la construction d'un volume de logements inférieur constituent une certaine précarité qui se traduit parfois par de la violence de la part des sans-abris.

### Emploi
|                | 2008   | 2013   | 2018   |
| -------------- | ------ | ------ | ------ |
| Commune        | 15,1 % | 14,8 % | 17,4 % |
| Département    | 10,6 % | 12 %   | 12 %   |
| France entière | 8,3 %  | 10 %   | 10 %   |

En 2018, la population âgée de 15 à 64 ans s'élève à 24 116 personnes, parmi lesquelles on compte 64,3 % d'actifs (47 % ayant un emploi et 17,4 % de chômeurs) et 35,7 % d'inactifs,. Depuis 2008, le taux de chômage communal (au sens du recensement) des 15-64 ans est supérieur à celui de la France et du département.
La commune est la commune-centre de l'aire d'attraction d'Alès,. Elle compte 21 510 emplois en 2018, contre 20 949 en 2013 et 21 622 en 2008. Le nombre d'actifs ayant un emploi résidant dans la commune est de 11 505, soit un indicateur de concentration d'emploi de 187 % et un taux d'activité parmi les 15 ans ou plus de 45,3 %.
Sur ces 11 505 actifs de 15 ans ou plus ayant un emploi, 7 893 travaillent dans la commune, soit 69 % des habitants. Pour se rendre au travail, 81,8 % des habitants utilisent un véhicule personnel ou de fonction à quatre roues, 3,5 % les transports en commun, 10,9 % s'y rendent en deux-roues, à vélo ou à pied et 3,9 % n'ont pas besoin de transport (travail au domicile).

### Activités hors agriculture

#### Secteurs d'activités
4 086 établissements sont implantés à Alès au 31 décembre 2019. Le tableau ci-dessous en détaille le nombre par secteur d'activité et compare les ratios avec ceux du département,.
| Secteur d'activité                                                                                        | Commune | Commune | Département |
| Secteur d'activité                                                                                        | Nombre  | %       | %           |
| --- | ------- | ------- | ----------- |
| Ensemble                                                                                                  | 4 086   | 100 %   | (100 %)     |
| Industrie manufacturière, industries extractives et autres                                                | 267     | 6,5 %   | (7,9 %)     |
| Construction                                                                                              | 420     | 10,3 %  | (15,5 %)    |
| Commerce de gros et de détail, transports, hébergement et restauration                                    | 1 448   | 35,4 %  | (30 %)      |
| Information et communication                                                                              | 59      | 1,4 %   | (2,2 %)     |
| Activités financières et d'assurance                                                                      | 192     | 4,7 %   | (3 %)       |
| Activités immobilières                                                                                    | 168     | 4,1 %   | (4,1 %)     |
| Activités spécialisées, scientifiques et techniques et activités de services administratifs et de soutien | 586     | 14,3 %  | (14,9 %)    |
| Administration publique, enseignement, santé humaine et action sociale                                    | 586     | 14,3 %  | (13,5 %)    |
| Autres activités de services                                                                              | 360     | 8,8 %   | (8,8 %)     |

Le secteur du commerce de gros et de détail, des transports, de l'hébergement et de la restauration est prépondérant dans la commune puisqu'il représente 35,4 % du nombre total d'établissements de la commune (1448 sur les 4086 entreprises implantées à Alès), contre 30 % au niveau départemental.

#### Entreprises
Les dix entreprises ayant leur siège social sur le territoire communal qui génèrent le plus de chiffre d'affaires en 2022 sont :
- Merlin Gerin Alès - Mgal, fabrication de matériel de distribution et de commande électrique (123 386 k€) ;
- Sogardis, entreposage et stockage non frigorifique (76 725 k€) ;
- Auto Christol SA - Acsa, commerce de voitures et de véhicules automobiles légers (71 124 k€) ;
- Hypermarché La Prairie, supermarchés (58 395 k€) ;
- Société de distribution des Allemandes - SDDA, supermarchés (50 444 k€) ;
- ETS P. Guiraud, commerce de voitures et de véhicules automobiles légers (41 113 k€) ;
- Giraud, construction de routes et autoroutes (24 345 k€) ;
- Auto Hall, commerce de voitures et de véhicules automobiles légers (24 211 k€) ;
- Harmony - D.M.L, commerce de gros (commerce interentreprises) de mobilier de bureau (23 225 k€) ;
- Michel Équipement, commerce de voitures et de véhicules automobiles légers (23 031 k€).

Alès est le siège de la Chambre de commerce et d'industrie d'Alès Cévennes. Elle gère l'aérodrome d'Alès Cévennes et le Centre de Formation d'Apprentis. Ce dernier s'inscrit, en 2021, dans le lancement d'une formation "(...) Silverpass, créé en 2017 par le BTP CFA Vendée et HB Développement (…)" afin de former "(…) ses apprentis aux enjeux d'adaptation du logement (…)", le logement étant un réel enjeu national et local, tant sur le plan de l'adaptation de ce dernier aux situations de handicap que sur le plan de l'habitat social,. Juste avant le lancement de cette formation, en octobre 2020, Le BTP-CFA d'Alès, situé à Méjannes-les-Alès, avait reçu la visite d'Arnaud Montebourg. Également, le CFA (centre de formation d'Alès, Cévennes Formation Alès, à distinguer du BTP-CFA), situé 2, rue Michelet dans le centre de la ville, a développé ses propositions de formations professionnelles notamment avec la création, en 2023, d'une formation d'éducateur sportif. Il propose également à ses apprentis un accompagnement à l'obtention du permis de conduire.
Alès abrite le siège social de 867 entreprises dont 21 réalisant un chiffre d'affaires de plus de dix millions d'euros.

#### Industries
- PGO, constructeur automobile spécialisé dans les petites séries : Speedster II, Cévennes 180 (présenté au Mondial de l'Automobile 2004). Le rythme de production de PGO est d'une voiture par jour. Après avoir été placée en redressement judiciaire en octobre 2018[75], l'entreprise a vu cette décision annulée par le tribunal de commerce de Nîmes[76].
- Crouzet Automatismes (Groupe Schneider Electric) : fabrication de micro-moteurs électriques - siège social à Valence.
- Merlin Gerin (Groupe Schneider Electric) : fabrication de disjoncteurs - employait 346 personnes en 2016.
- LFB Biomanufacturing (Groupe LFB) : fabrication biotechnologique de protéines thérapeutiques - employait 67 personnes en 2017.

### Agriculture
La commune est dans les Cévennes, une petite région agricole occupant l'ouest du département du Gard. En 2020, l'orientation technico-économique de l'agriculture dans la commune est la polyculture et/ou le polyélevage.
|               | 1988 | 2000 | 2010 | 2020 |
| ------------- | ---- | ---- | ---- | ---- |
| Exploitations | 93   | 29   | 24   | 11   |
| SAU (ha)      | 229  | 112  | 156  | 343  |

Le nombre d'exploitations agricoles en activité et ayant leur siège dans la commune est passé de 93 lors du recensement agricole de 1988 à 29 en 2000 puis à 24 en 2010 et enfin à 11 en 2020, soit une baisse de 88 % en 32 ans. Le même mouvement est observé à l'échelle du département qui a perdu pendant cette période 61 % de ses exploitations,. La surface agricole utilisée dans la commune a quant à elle augmenté, passant de 229 ha en 1988 à 343 ha en 2020. Parallèlement la surface agricole utilisée moyenne par exploitation a augmenté, passant de 2 à 31 ha.

#### Spécialisations et associations
La commune fait partie de la zone de production de l'olive de Nîmes.
En octobre 2015, l'association L214 diffuse une vidéo montée à partir de plusieurs heures de rushs filmés en caméra cachée dans l'abattoir municipal d'Alès avec un commentaire d'Hélène de Fougerolles. On y voit l'abattage dans une grande souffrance de chevaux, cochons et bovins ainsi que de mauvaises conditions d'hygiène. Les images reprises par de nombreux médias poussent le maire Max Roustan à fermer à titre conservatoire l'abattoir et le parquet à ouvrir une enquête pour cruauté envers les animaux. L'abattoir municipal abattait pour le commerce hallal, qui n'impose pas que la bête soit étourdie avant d'être abattue, 30 à 40 % des animaux.
Alès accueille le siège de l'association Nature et progrès.

### Foires
La commune accueille trois foires traditionnelles qui ont lieu chaque année :
- foire de la Saint-Antoine, le 17 janvier ;
- foire de printemps, le 27 avril ;
- foire de la Saint-Barthélémy, le 24 août.

Ces dates sont reportées au jour suivant si elles correspondent à un dimanche ou à un jour férié.
S'y ajoute la fête de la Châtaigne en septembre-octobre.

## Culture locale et patrimoine

### Lieux et monuments

#### Édifices civils

##### Le fort Vauban

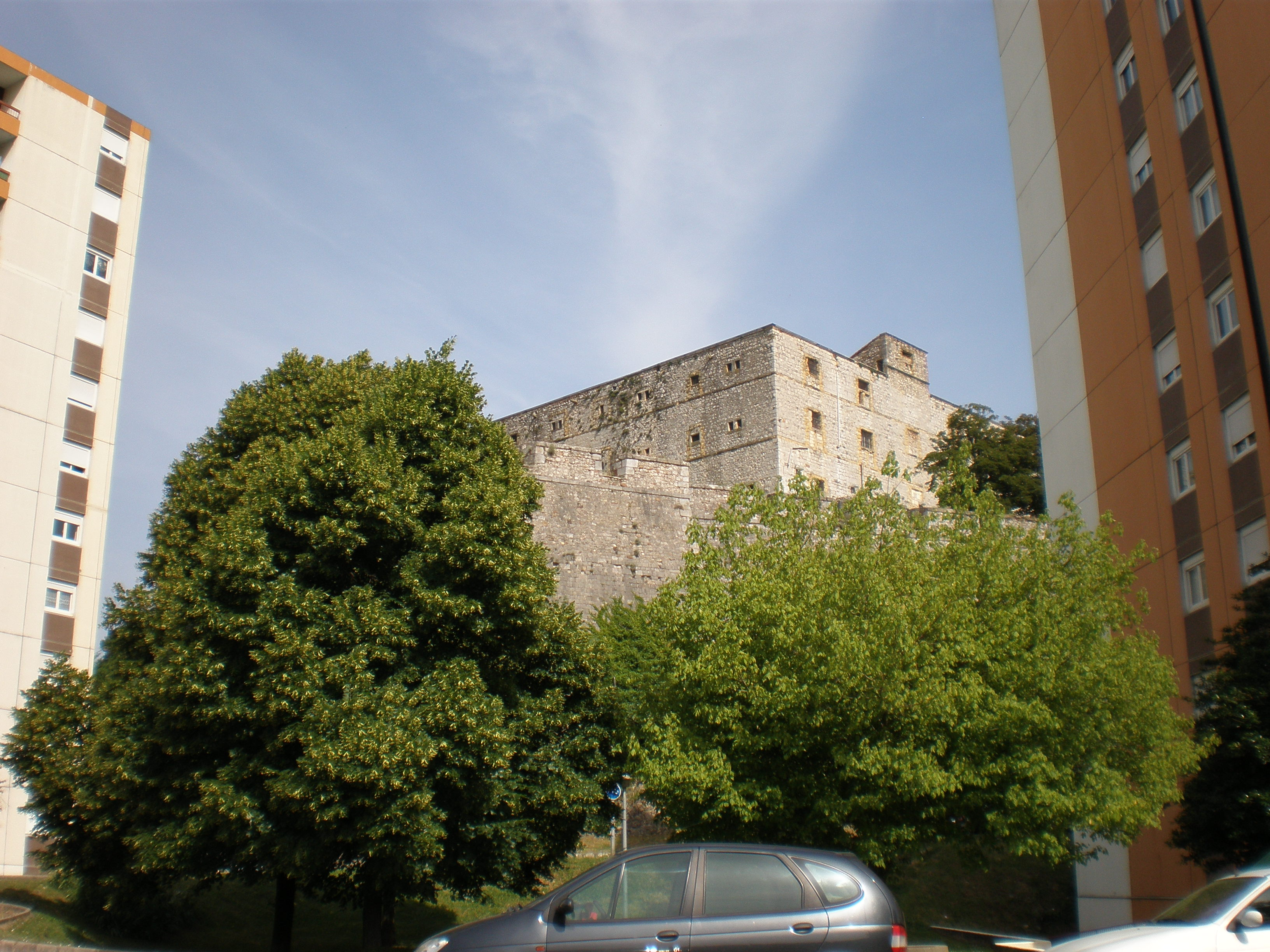
Vue du fort depuis les quais du Gardon.

Le fort Vauban (XVIIe siècle) est inscrit aux Monuments historiques. La citadelle d'Alès, dite fort Vauban, fut construite en 1688 au lendemain de la révocation de l'Édit de Nantes. Elle fut édifiée sur la butte de la Roque qui dominait la ville, à l’emplacement des deux châteaux des seigneurs d’Alès. Son rôle était double : abriter une garnison qui contrôlait ceux dont la confession de foi protestante venait d’être interdite et enfermer les récalcitrants. Entouré de son parc, il est le lieu, en été, de nombreux spectacles dans son théâtre de verdure et alentour. Très bel escalier en « fer à cheval » dit de la Maréchale.

##### La colline de l'Ermitage
La colline de l'Ermitage est le lieu de vestiges d'un oppidum pré-romain (classé Monument historique). Depuis le belvédère de la chapelle surmontée d'une statue de la Vierge, dite «Notre-Dame des Mines », point de vue unique sur la ville et panorama grandiose sur les Cévennes.

##### L'hôtel de ville

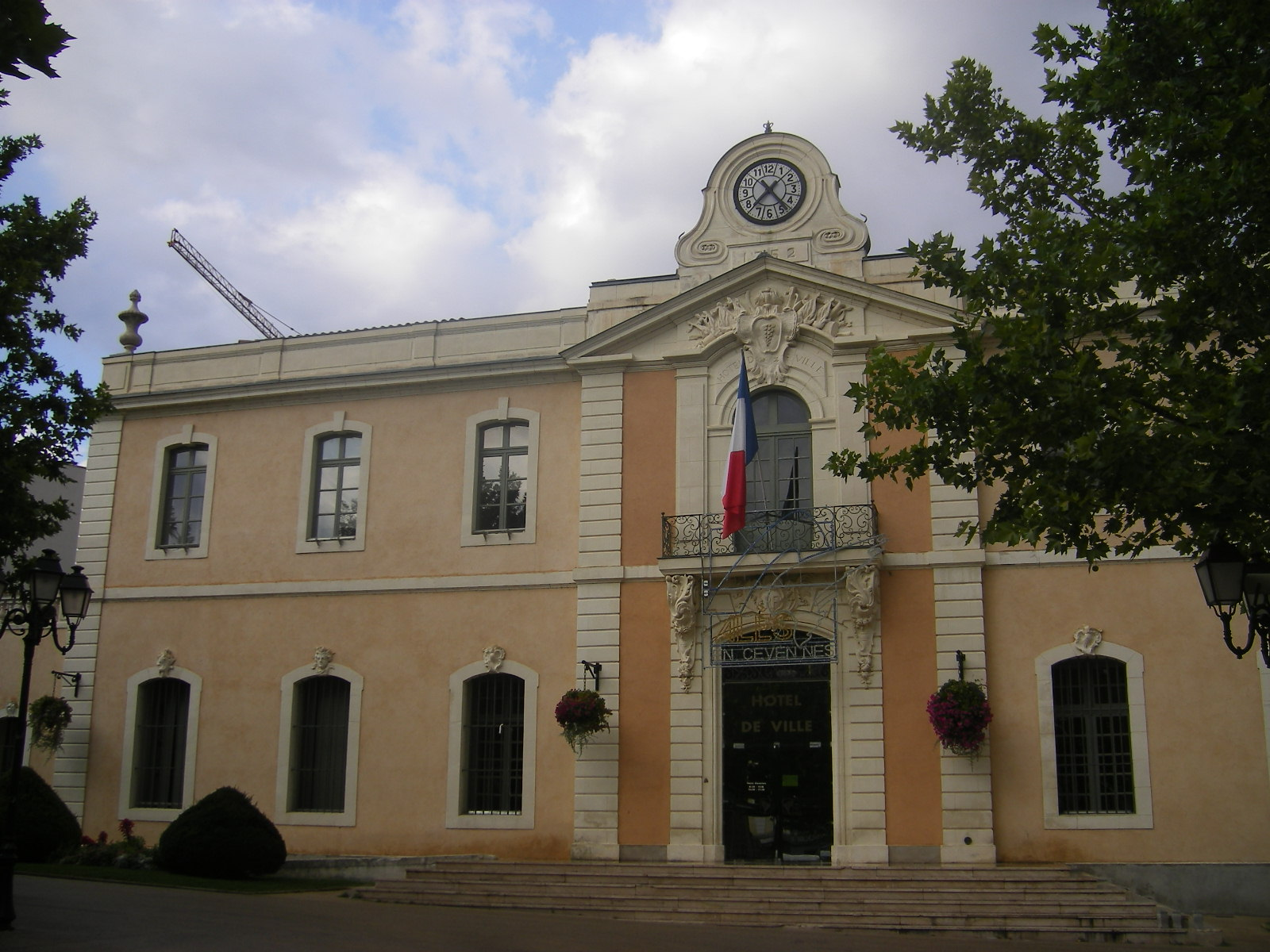
L'hôtel de ville d'Alès.

L'hôtel de ville d'Alès (XVIIIe siècle) voit sa façade, donnant sur la place, inscrite aux Monuments historiques. Avec la toiture, elles furent construites en 1752 par l'architecte Rollin. Dans la cage d'escalier on peut admirer le vitrail commandé par la municipalité à l'artiste Pierre-André Benoit et le tableau peint par Cabannes commémorant la signature de la paix d'Alès.

##### Les arènes du Tempéras

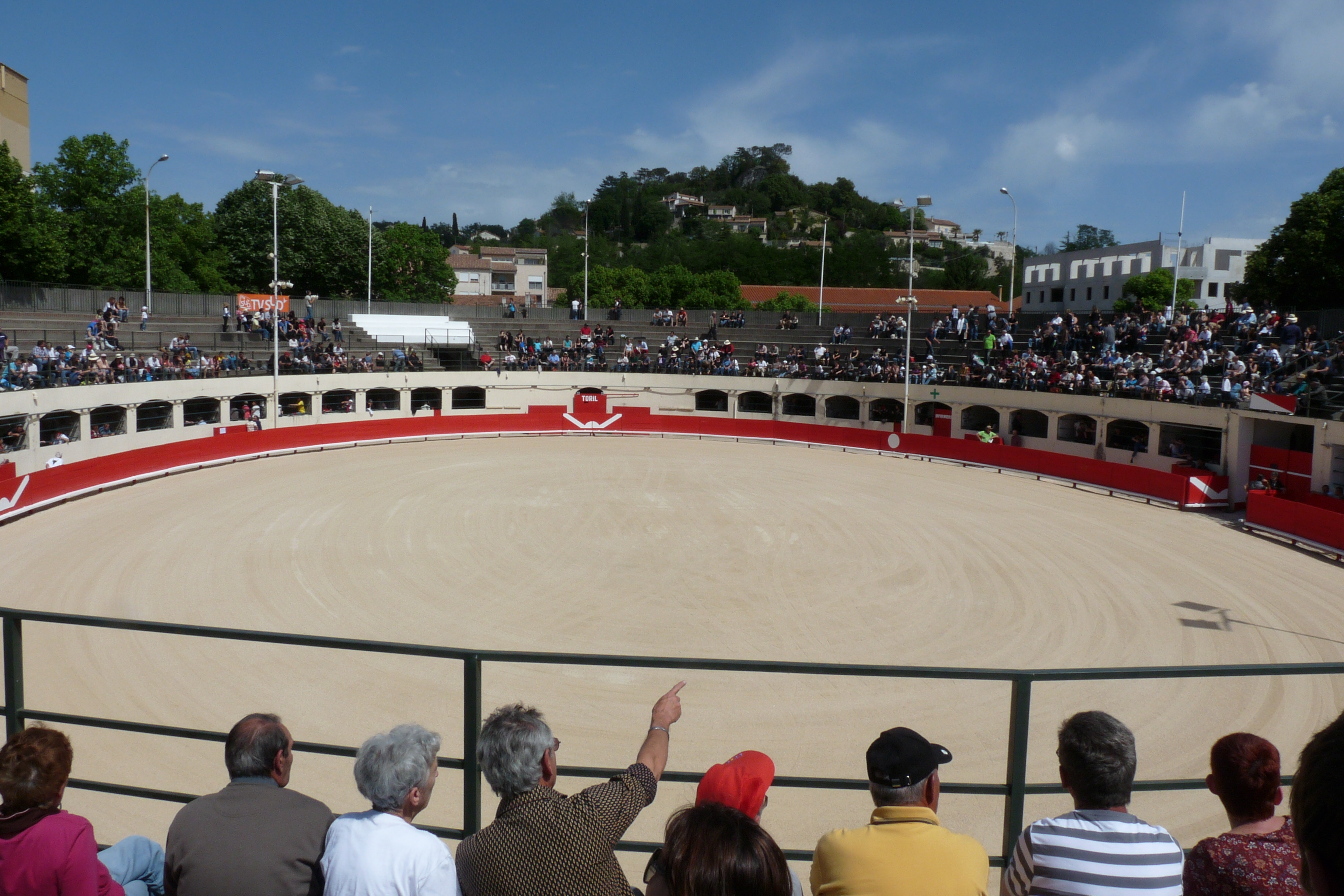
Arènes du Tempéras, à Alès.

Les arènes du Tempéras sont construites en 1891 pour accueillir des corridas. Elles se heurtent aux interdictions de la loi et ne retrouvent leur fonction initiale qu'en 1966. Elles ont une capacité d'accueil de 3 300 places.

##### Mairie Prim'
Édifice labellisé Architecture contemporaine remarquable, Mairie Prim' est l'ancienne agence centrale du Crédit Agricole d'Alès, construite en 1972 par Joseph Massota. Cet immeuble est remarquable par sa façade animée de brise-soleil et ses volumes intérieurs. On remarque également l'escalier, le plafond de la salle de conférences, l'entrée décorée par un mural de céramique de l'artiste Pierre Saint-Paul. Prim' signifie Pôle de ressources d’Informations multiservices.

##### Fontaine Estelle et Némorin
La statue d'Estelle et Némorin, deux personnages d'une pastorale de Jean-Pierre Claris de Florian, fut érigée en 1896, à l'initiative de la Société scientifique et littéraire d'Alais. Initialement, elle représentait Florian en gentilhomme, debout, une épée au côté, sur un socle de pierre sur lequel étaient adossés Estelle et Némorin. Cette statue de Florian ainsi que le cartouche furent fondus en 1942 sous le régime de Vichy. Seuls subsistent Estelle et Némorin, d'où sortent plusieurs jets d'eau, le tout étant entouré d'un bassin circulaire.

#### Autres édifices
- Casernes Thoiras (XVIIIe siècle), inscrites Monument historique
- Monument aux morts, inscrit au titre des monuments historiques

#### Édifices religieux

##### La cathédrale Saint-Jean-Baptiste

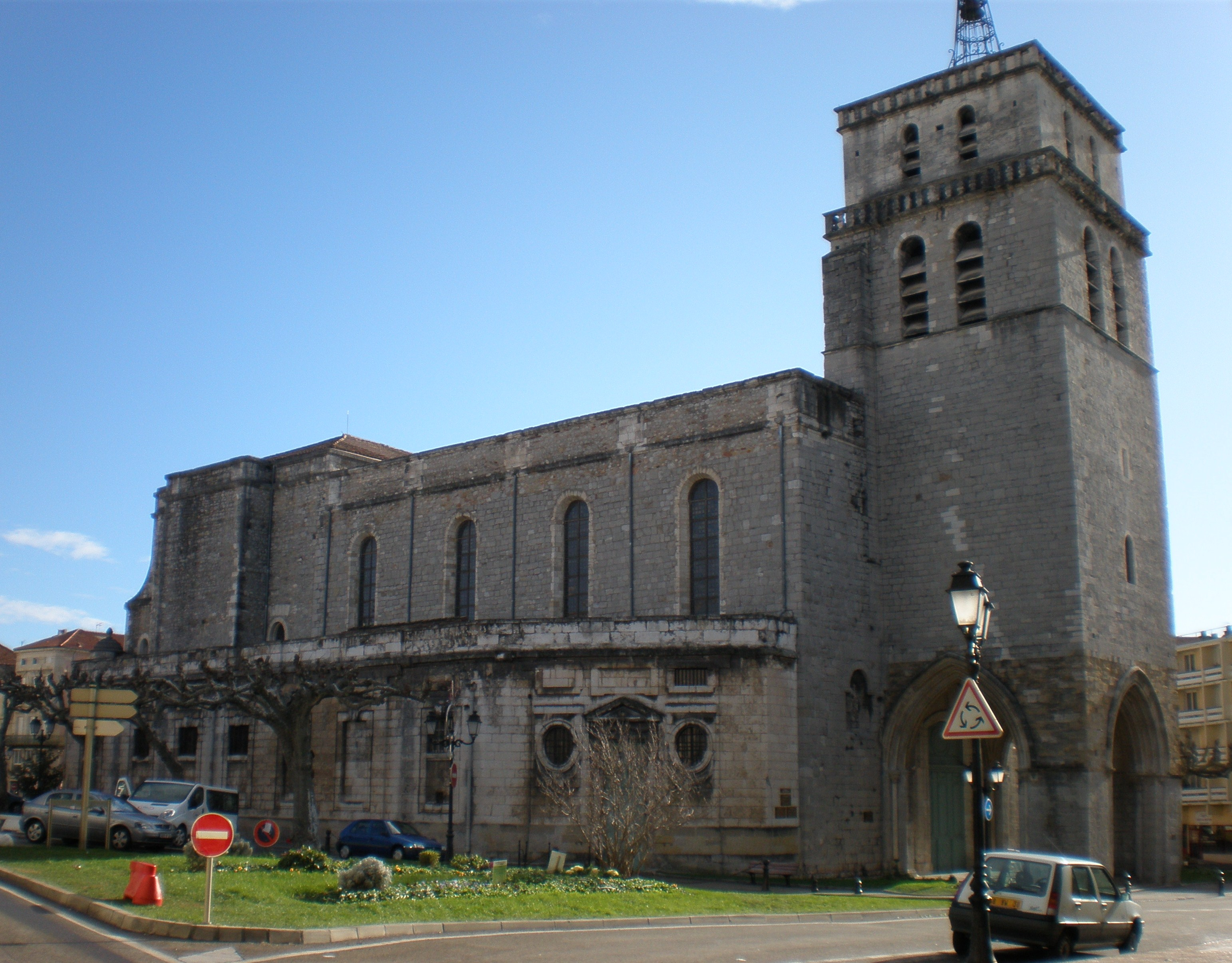
La cathédrale Saint-Jean-Baptiste.

La cathédrale Saint-Jean-Baptiste, place Saint-Jean, (XVIIIe siècle) est classée Monument historique. Elle est édifiée sur les restes d'une ancienne église carolingienne, elle-même située sur l'emplacement d'un temple gallo-romain. Le clocher-porche, massive tour carrée, possède quelques éléments de l'édifice antérieur datant des XIIe et XVe siècles. À l'origine surmonté d'un dôme recouvert de plomb détruit par la foudre en 1775, il est surmonté d'un gracieux campanile en forme de flèche en fer forgé datant de 1776 qui abrite la cloche des heures. La nef est couverte de voûtes sur croisées d'ogives dont la hauteur atteint vingt mètres et le chœur est entouré d'une imposante colonnade de style Louis XVI. Une haute coupole surmonte la croisée du transept.

##### L'église Notre-Dame-de-l'Assomption de Rochebelle

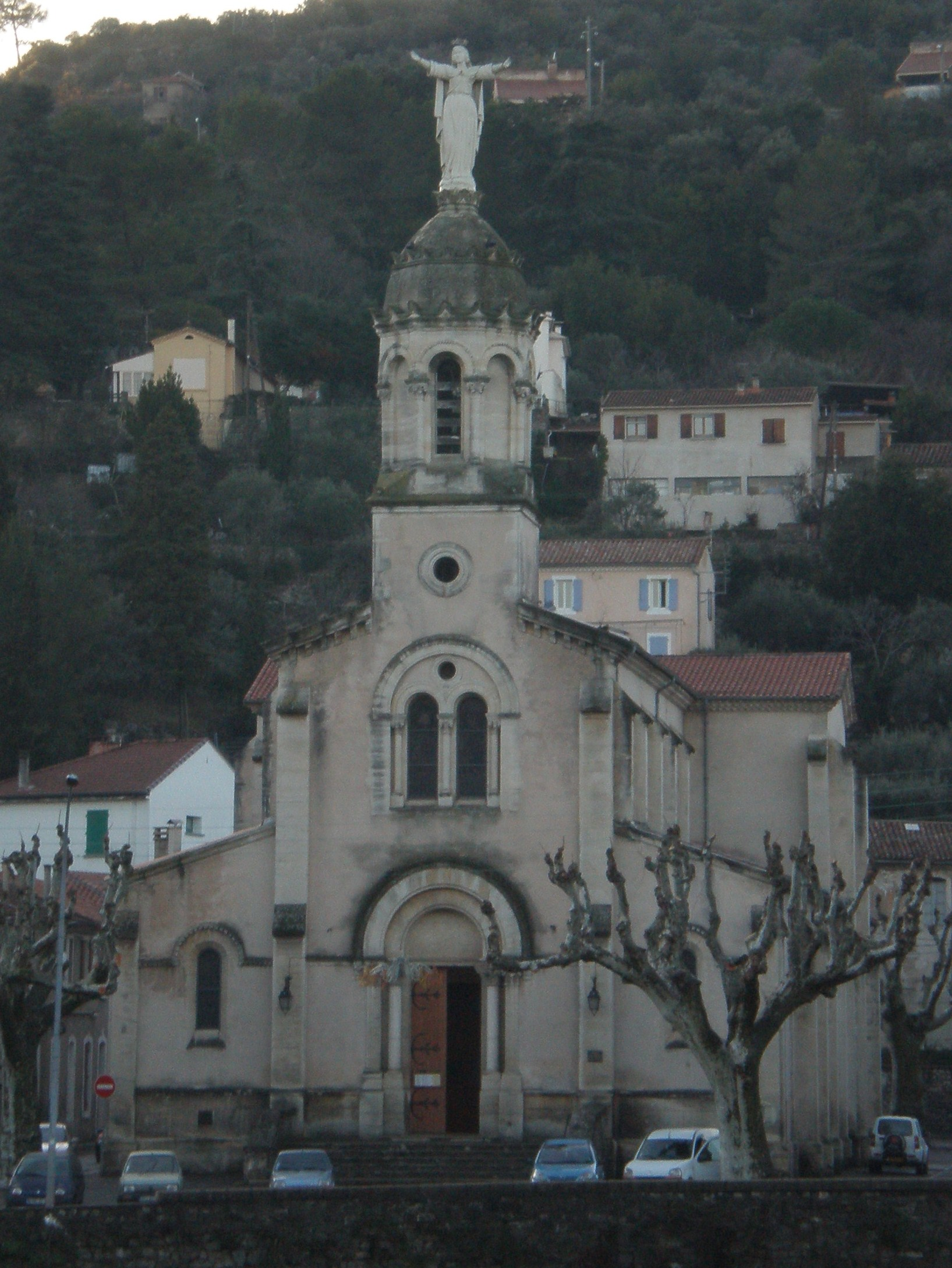
Notre-Dame-de-l'Assomption de Rochebelle.

L'église Notre-Dame-de-l'Assomption, place Notre-Dame, fut construite au XIXe siècle par l'architecte Henri Révoil. C'est une église paroissiale de style néo-roman qui présente un plan à trois nefs, avec un transept peu marqué. Le chœur est prolongé par une abside profonde, flanquée de deux absidioles formant les chapelles. La coupole du clocher en forme de tiare supporte une statue de la Vierge Marie, haute de 4,5 mètres, faite en cuivre repoussé.

##### L'église Saint-Joseph

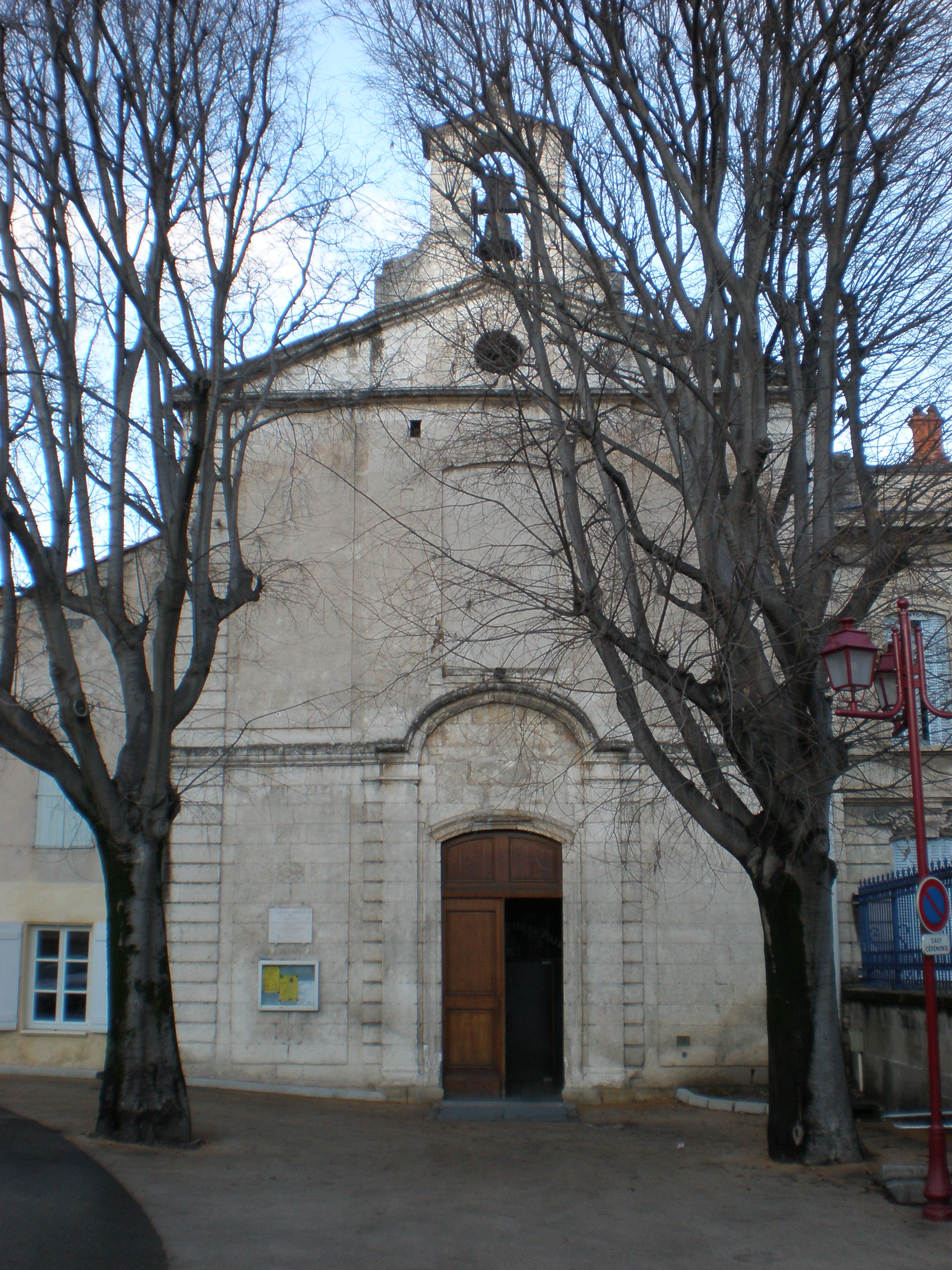
L'église Saint-Joseph.

L'église Saint-Joseph d'Alès, place Henri-Barbusse, (XIXe siècle) a pour originalité les deux chapelles attenantes rassemblées en une seule en 1910 pour accueillir une communauté plus nombreuse. Le chœur de l'église actuelle est installé dans la nef de l'ancienne chapelle des religieuses du Sacré-Cœur. Pour pallier l'effet de fond plat, un trompe-l'œil a été dessiné par M. Delorme du service patrimoine de la Ville d'Alès. Les travaux ont été effectués par l'artiste peintre Madeleine Pons.

##### L'ancien palais épiscopal
L'ancien palais épiscopal (XVIIIe siècle) est visible de l'extérieur. Il est l'actuel siège de la Caisse d'épargne, classé Monument historique.

##### La chapelle de l'Ermitage de Notre-Dame-des-Mines
La chapelle de l'Ermitage de Notre-Dame-des-Mines, promenade de l'Ermitage, (XIIIe siècle) est surmontée d'une statue de la Vierge Marie en fonte peinte en blanc et offre un superbe panorama sur la ville.
Au début du XXe siècle l'Ermitage est un lieu de pèlerinage, où l'on accède à pied par des chemins très pentus, et il le restera jusque dans les années 1950. En 1872 les bâtiments furent achetés par l'abbé Bourély, abbé de Rochebelle, à un particulier qui en avait fait sa résidence d'été. Il y instaura un culte à Notre-Dame-des-Mines et y fit installer la statue de la Vierge Marie en 1874, laquelle fut donnée par des administrateurs des forges d'Alais. L'abbé Bourély œuvra pour l'Ermitage à la suite du vœu qu'il fit en 1854 de remercier la Vierge d'avoir épargné Alais des fléaux de la peste et du choléra.

##### L'ancienne église des Cordeliers
L'ancienne église des Cordeliers, place de l'Hôtel-de-Ville, (XVIIe siècle-XIXe siècle) est l'actuel bureau d'information touristique (office du tourisme) de la ville d'Alès.

##### L'église Saint-Éloide Tamaris

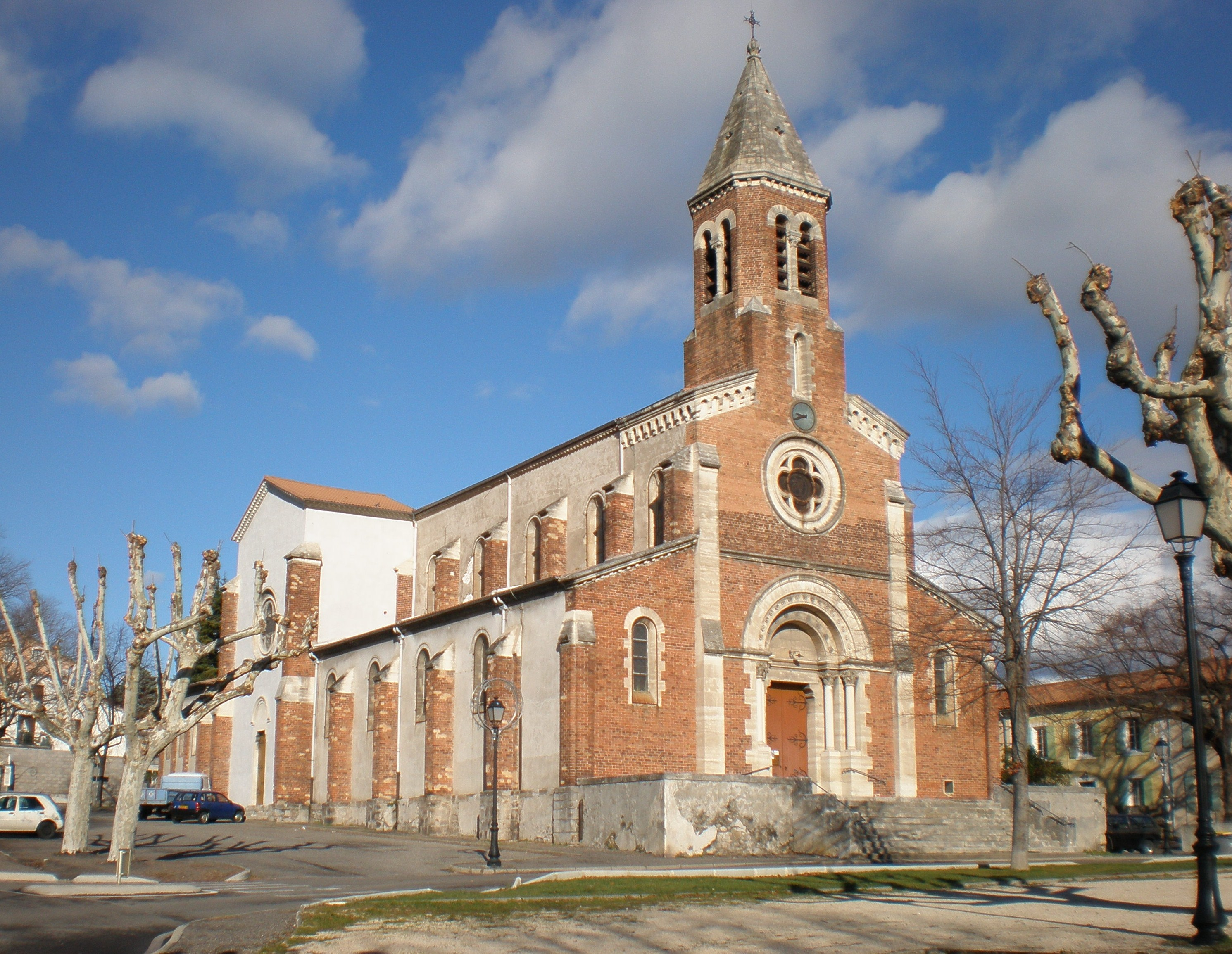
L'église Saint-Éloi de Tamaris.

L'église Saint-Éloi de Tamaris (XIXe siècle), rue Jean-Roupain, fut conçue par l'architecte Henri Révoil.

##### Autres édifices
- Abbaye ruinée de la Gleisette (XIIIe siècle), sur la colline de Saint-Germain-de-Montaigu.
- Ermitage Saint-Julien-des-Causses, sur la colline de l'Ermitage.
- Église Sainte-Bernadette d'Alès, route d'Uzès (XXe siècle).
- Église Notre-Dame des Clés, rue Parmentier, à Clavières.
- Église Saint-Vincent-de-Paul, rue Marcel-Paul, aux Près-Saint-Jean.
- Chapelle de cimetière, Montée de Silhol.
- Chapelle Saint-Jean-Baptiste de La Salle d'Alès, du lycée de La Salle, place Henri-Barbusse.
- Chapelle Saint-Gilles de la Fraternité Sacerdotale Saint Pie X, 1353 Ancien Chemin de Mons.

##### Protestant
Temple protestant d'Alès

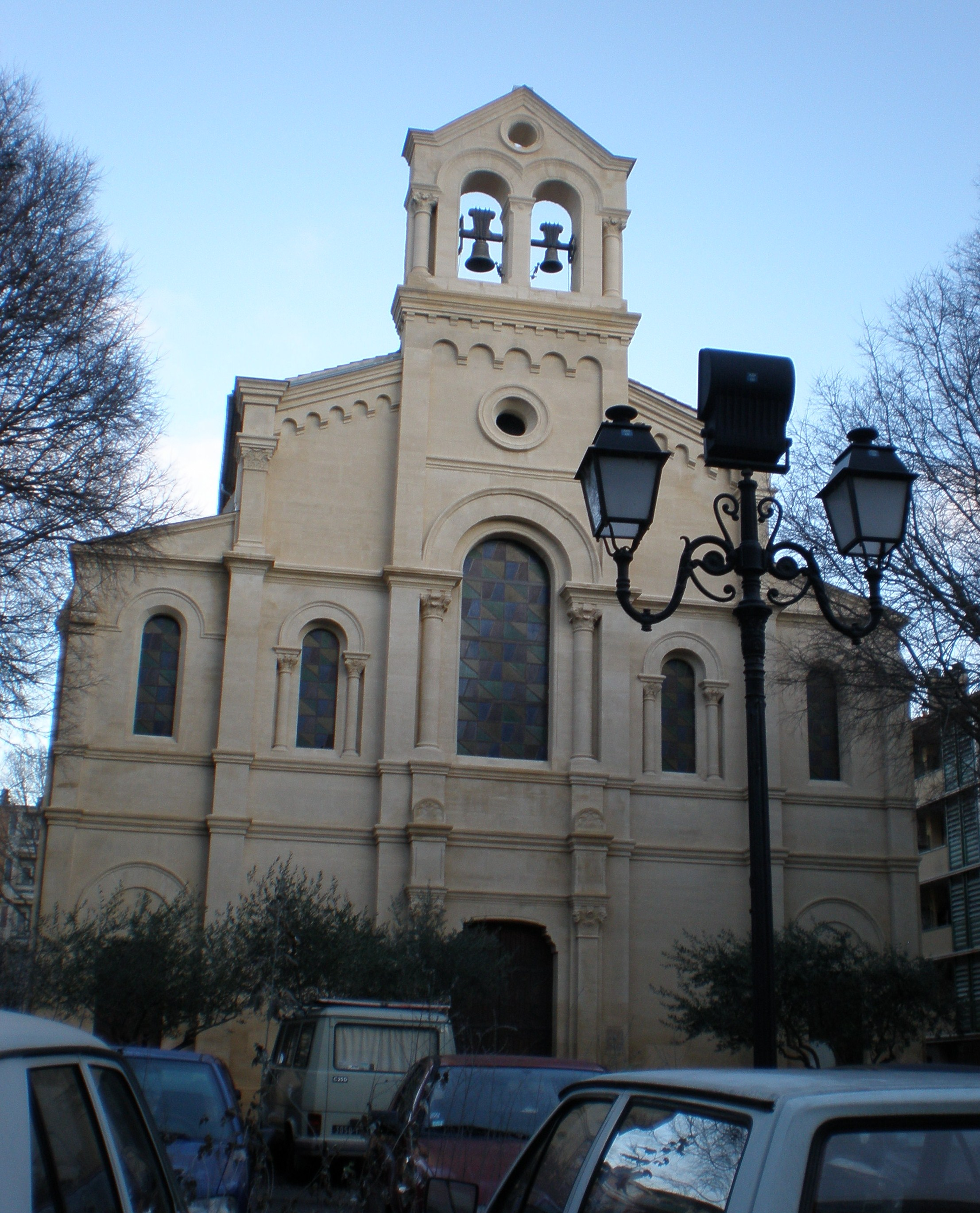
Temple protestant d'Alès.

Le temple protestant d'Alès (Le Foyer Protestant). Le temple se trouve à l’emplacement d’un autre qui fut inauguré en 1563 et démoli en 1685, année de la révocation de l’édit de Nantes.
Au tout début du XVIIIe siècle, la confrérie des pénitents érigent une chapelle sur le site.
À la Révolution française, la chapelle des Pénitents fut vendue comme bien national et « acquise aux enchères publiques, le 14 décembre 1792 par le sieur Teissier, agissant au nom des citoyens non-catholiques d’Alais ». La confrérie des pénitents, soutenue par le curé Taisson, s’est ensuite réunie, à partir de 1814, dans la sacristie de l’église Saint-Jean, avant d’acquérir en 1820, avec l’aide financière des fidèles, l’ancienne église du couvent des Capucins. À la suite du lancement d’une souscription, le site fut acheté par l’Église réformée et une contribution de la ville.
De style néo-roman, l'édifice se distingue des autres temples de la région par la recherche décorative qui l'anime. Venant remplacer l'ancienne chapelle devenue trop petite pour accueillir les fidèles, le temple fut construit entre 1864 et 1869 sur les plans de l'architecte Henri Révoil. À l'intérieur, on peut admirer de remarquables sculptures de Paul-Hubert Colin, les vitraux du maître-verrier avignonnais Martin mais aussi du mobilier (chaire et bancs) du menuisier nîmois Nougaret. La paroisse est membre de l'Église protestante unie de France.
D'autres communautés protestantes dont :
- Armée du Salut, rue Florian.
- Assemblée Chrétienne, avenue d'Alsace.
- Église évangélique pentecôtiste Assemblée de Dieu, chemin de Trespeaux[89].
- Église évangélique méthodiste, rue Paul-Verlaine.
- Église réformée évangélique, avenue Marcel-Cachin.
- Temple de Tamaris.

##### Témoins de Jéhovah
- Salle du royaume, ancien chemin de Mons.

##### Musulman
- Mosquée Assalam, 1068 quai de Cauvel.
- Mosquée (Maison des Savoirs), 468 rue de Lajudie, en construction[90].

### Parcs et environnement
- Parc de Conilhères (2,2 ha), labellisé « éco-jardin » en 2014
- Parc du Colombier
- Parc du Bosquet, créé en 1836
- Parc du musée-bibliothèque Pierre-André-Benoit
- Parc de la Tour Vieille (XIXe siècle)[91]
- Parc floral de la Prairie[92], classé. Il comprend près de trois cents variétés de camellias représentées par plus de 1 000 sujets dont certains centenaires, uniques en France. D'autres végétaux ont été introduits dans le parc : magnolias, cerisiers à fleurs, cornus, érables japonais, hydrangeas, azalées… On peut y découvrir également un olivier millénaire, un rucher pédagogique, des aires de jeu, la caravane des thés et un jardin thérapeutique.

#### Alès, ville à «4 fleurs»
Depuis 2008, la ville d'Alès fait partie des 226 communes françaises qui bénéficient du label « Ville Fleurie » avec « 4 fleurs » attribuées par le Conseil National des Villes et Villages Fleuris de France au concours des Villes et Villages Fleuris. Cette distinction soumise tous les trois ans à l’appréciation d’un jury national et renouvelé à Alès depuis 2011, récompense la qualité du travail des équipes du service des espaces verts de la ville et s'assure que les critères d'évaluation sont bien respectés. En 2020, elle obtient le trophée "Fleur d'Or" des Villes et Villages Fleuris.

#### Marianne d'Or
Le concours national de la Marianne d’Or récompense chaque année le dévouement, la créativité, les innovations et la passion pour la démocratie de proximité des élus de la République.
En 2007, la Ville d’Alès a reçu une Marianne d’Or pour sa politique environnementale (sur 25 Mariannes de ce type remises en France).

#### Éco-trophée
En 2009, la Ville d’Alès a reçu le prix national des trophées Éco-actions pour son hôpital, premier établissement de santé en France à être construit selon les normes Haute qualité environnementale.

#### Capitale française de la biodiversité
En 2010, Alès est primée « capitale française de la biodiversité » en recevant le second prix de ce concours européen parmi 80 villes candidates. Elle a de nouveau été primée en 2013, 2014 et 2015.

#### «Porte des étoiles»
Le 13 août 2018, le parc national des Cévennes a décroché la labellisation Réserve internationale de ciel étoilé (RICE), faisant d'Alès et de son agglomération un territoire qui figure parmi la plus grande réserve de ciel étoilé d'Europe (3 560 km2).

### Patrimoine culturel
Les archives municipales conservent le patrimoine écrit d'Alès, du XIIIe au XXIe siècle.

#### Musées
- Mine témoin qui retrace l'histoire du charbon dans la région.
- Musée-bibliothèque Pierre-André-Benoit dont les collections d'art moderne et contemporain (Picasso, Picabia, Braque...) issues de la donation de l'artiste et éditeur alésien Pierre-André Benoit font l'originalité.
- Musée minéralogique de l'École des mines qui comprend trois collections :
  - une collection minéralogique, d'intérêt national ;
  - une collection paléontologique, intéressant panorama d'organismes fossiles locaux ;
  - une collection pétrographique, à vocation essentiellement pédagogique dédiée aux roches et matériaux naturels régionaux.
- Musée du Colombier, riche collection d'archéologie locale et collection de beaux-arts (Jean Bellegambe, Jan Brueghel l'Ancien dit de Velours…).

#### Cinéma
Alès possède un multiplexe : le Multiplex CinéPlanet, qui dispose de huit salles (1 312 places), avec Dolby Atmos.

#### Art et culture

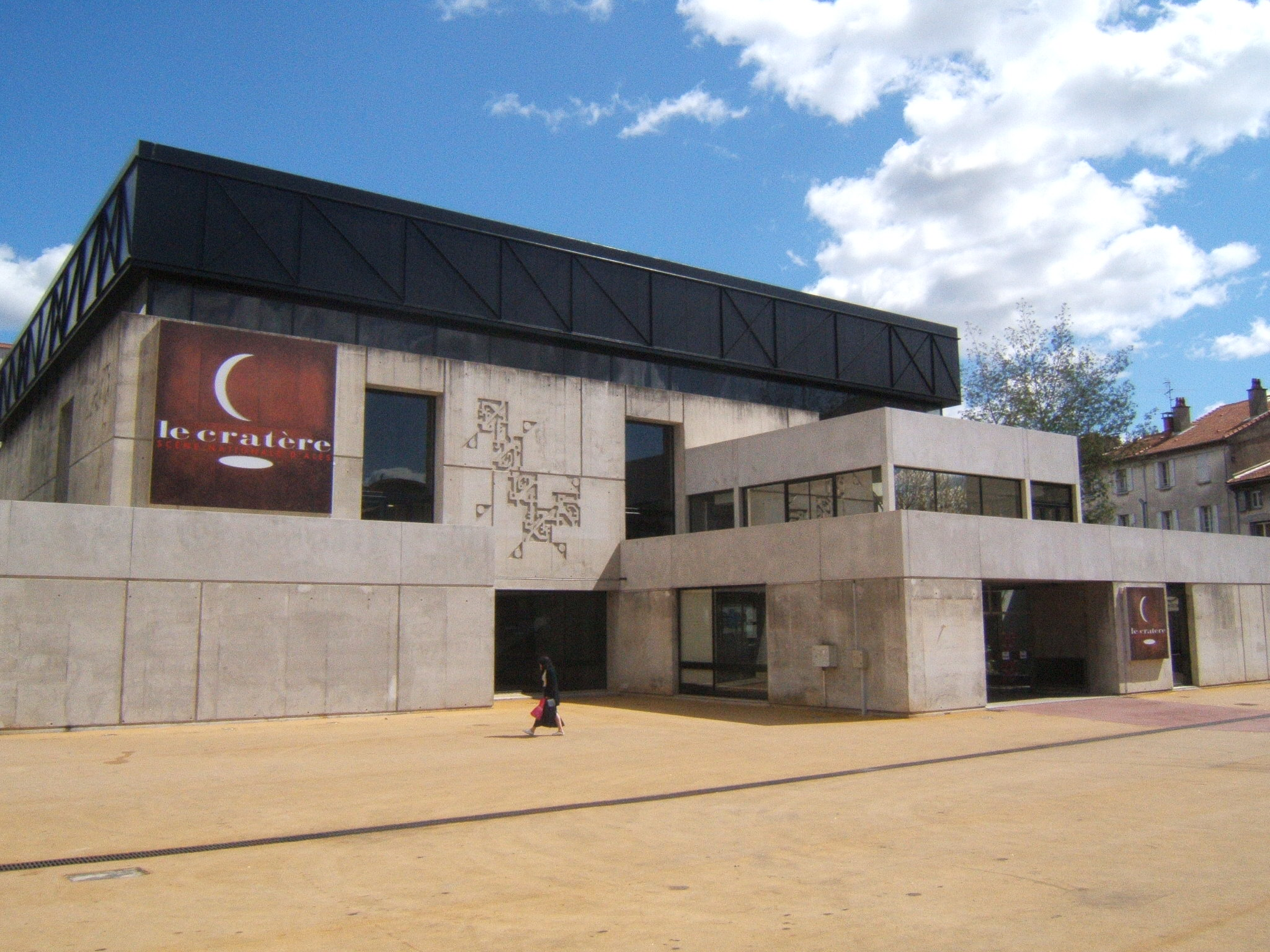
Le théâtre du Cratère.

##### Théâtre du Cratère
Créé en 1971, le Cratère accueille chaque année, de septembre à juillet, plus de 80 000 spectateurs pour ses spectacles largement ouverts aux expressions artistiques. Le théâtre, la danse, la musique, le cirque et les arts de la rue sont privilégiés en donnant une priorité à la création contemporaine, avec une politique de résidences et de partenariats.
Avec une salle de 900 places, et un plateau de 21 mètres très professionnellement équipé, le Cratère bénéficie d’un outil performant qui a fait l’objet d’une importante rénovation et d’une extension entre 2003 et 2005. Une deuxième salle de 200 places y a notamment été aménagée. Ces travaux ont permis de placer la scène nationale d’Alès parmi les tout premiers pôles culturels en région Occitanie tant par sa capacité, que sa qualité.

##### La Verrerie d'Alès
La Verrerie d'Alès est l'une des 14 institutions culturelles françaises labellisées Pôle national cirque. Implantée depuis 2004 sur l'ancien site industriel de la Verrerie de Rochebelle, La Verrerie d'Alès est un lieu d'accueil en résidence et d'accompagnement à la création de spectacles de cirque.

##### Médiathèque Alphonse-Daudet
Inaugurée le 29 février 2020, la nouvelle médiathèque Alphonse-Daudet comprend 3 000 m2 en accès libre, est dotée d'une entrée directe et unique, d'un aménagement d'espaces modulables, d'un coin lecture/café et d'un espace jeux vidéo, ainsi que d'un service drive pour récupérer ses emprunts réservés par internet sans descendre de voiture. 90 000 documents ainsi que 33 ordinateurs y sont mis à disposition des usagers.

##### Conservatoire intercommunal Maurice-André
En 2018, la qualité de l'enseignement de l'école de musique d'Alès Agglomération est reconnue par la Direction régionale des Affaires culturelles par un classement qui lui accorde le titre de conservatoire. Il comprend actuellement 1600 élèves pour 65 professeurs, 22 disciplines y sont enseignées en musique, danse et théâtre au sein de neuf sites présents dans Alès Agglomération. Le conservatoire intercommunal Maurice-André propose plus de 100 concerts, spectacles ou rencontres artistiques chaque année.

##### Culture populaire
Dans son roman Le Petit Chose, Alphonse Daudet a utilisé son expérience de surveillant pendant deux ans dans une des écoles de la ville d'Alès.

#### Monuments et lieux remarquables à proximité
- Château de Portes (XIIe siècle), classé monument historique
- Château de Tornac (XIe siècle-XIIe siècle), classé monument historique
- Grand temple (XIXe siècle), à Anduze, classé monument historique
- Pont des Camisards (XVIIe siècle-XVIIIe siècle), à Mialet, classé monument historique
- Château d'Allègre (XIIe siècle), inscrit monument historique
- Cheylard d'Aujac (XIIe siècle), inscrit monument historique
- Château du Castellas (XIIe siècle), à Saint-Bonnet-de-Salendrinque, inscrit monument historique
- Bambouseraie de Prafrance (XIXe siècle), à Générargues, inscrite monument historique
- Tour de l'Horloge (XIIIe siècle-XVIIIe siècle), à Anduze, inscrite monument historique
- Château de Ribaute-les-Tavernes (XVIIIe siècle), inscrit monument historique
- Château de Rousson (XVIIe siècle), inscrit monument historique
- Château de La Tour (XIIIe siècle-XIVe siècle), aux Salles-du-Gardon, inscrit monument historique
- Hôtel de Montfaucon, dit "Maison Adam et Ève" (XVIe siècle), à Vézénobres, inscrit monument historique
- Porte de Sabran (XIIIe siècle), à Vézénobres, inscrite monument historique
- Musée du Désert, de l'histoire du protestantisme et des camisards cévenols, à Mialet
- Préhistorama, à Rousson
- Château d'Arène (XIe siècle), ayant appartenu aux Barral d'Arène et château de Montmoirac (XIe siècle), à Saint-Christol-lès-Alès
- Tour Bécamel, à Salindres
- Châteaux d'Olympie (XIVe siècle), de Périès (XIIIe siècle) et de Soustelle (XIIe siècle), à Soustelle
- Château de Soucanton, à Saint-Jean-du-Pin
- Château du Montalet, à Molières-sur-Cèze
- Tour Dugas, à Saint-Ambroix
- Grotte de Trabuc, à Mialet
- Site du Castellas, à Rousson - vue panoramique des Cévennes au mont Ventoux et, par temps clair, le Mont Blanc.
- Station thermale de Fumades-les-Bains, à Allègre-les-Fumades

### Personnalités liées à la commune

#### Sciences
- Louis Leprince-Ringuet (1901-2000), de l'Académie française, physicien. Il passa sa petite enfance à Alès
- Jean-Baptiste Dumas (1800-1884), chimiste et homme politique
- François Boissier de Sauvages, médecin et botaniste (1706-1763)
- Antoine Deparcieux, mathématicien né à Portes, près d'Alès (1703-1768)
- Jacqueline Lelong-Ferrand (1918-2014), mathématicienne
- Philippe Meirieu, né le 29 novembre 1949 à Alès, chercheur et écrivain français, spécialiste en sciences de l'éducation
- Luc Brun (1954), président du comité de l'IAPR, président de NormaSTIC, enseignant chercheur à l'ENSICAEN

#### Arts et lettres

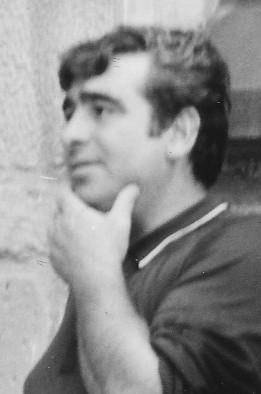
Maurice André, trompettiste, né à Alès.

- Jean-Pierre des Ours de Mandajors (1679-1747), historien et dramaturge français.
- Pierre Augustin Boissier de Sauvages (1710-1795), naturaliste et lexicographe, auteur d'un dictionnaire languedocien-français.
- Laurent Angliviel de La Beaumelle (1726-1773), homme de lettres né à Valleraugue. Il étudia à Alès au collège de l'Enfance de Jésus de 1734 à 1742.
- Toussaint Guiraudet (1754-1804), écrivain et économiste né à Alès.
- Paul Félix (1803-1879), félibre.
- Alphonse Daudet (1840-1897), écrivain. Il séjourna quelques semaines à Alès durant sa jeunesse, occupant les fonctions de maître d'études au collège de la ville ; cela lui inspira son roman autobiographique Le Petit Chose.
- Léontine Goirand (1853-1923), félibresse, décédée à Alès.
- José Belon, peintre né et mort à Alès (1861-1927).
- Daniel Bonnefon Dr. en théologie (Montauban, 1858), pasteur réformé, venu à Alès en 1858 dirigea la communauté protéstante pendant 40 ans. Il était fondateur de l`hôpital Bonnefon à Alès.
- Charles Bonnefon (1871–1936), journaliste, historien et philosophe.
- Gabrielle Chanel, dite Coco Chanel, née à Saumur en 1883 ; sa famille était originaire de Ponteils-et-Brésis près d'Alès, où il existe encore un mas appelé Le Chanel, autrefois une auberge[102].
- Charles Dugas, archéologue, né à Alès en 1885, décédé en 1957.
- Thierry Maulnier, journaliste et écrivain, né à Alès en 1909, décédé à Marnes-la-Coquette en 1988.
- André Antonin (1914-1977), poète.
- René Aberlenc, peintre, né en 1920 à Alès, décédé à Vallon-Pont-d'Arc en 1971.
- Pierre-André Benoit (1921-1993) éditeur d'art qui a donné sa collection à la ville d'Alès (pour la création du musée-bibliothèque qui porte son nom) et à la Bibliothèque nationale.
- Jean-Pierre Chabrol (1925-2001) écrivain, né à Chamborigaud. Il fit ses études primaires et secondaires à Alès.
- Jeanne Hives-Bazin (1927-2019), décédée à Alès, dessinatrice.
- Francis Lacassin (1931-2008) écrivain et journaliste, né dans le proche village de Saint-Jean-de-Valériscle.
- Maurice André, trompettiste, né en 1933 à Alès, décédé en 2012.
- Jean Le Gac, peintre, né en 1936 à Alès.
- Jean-Louis Benoît, metteur en scène, né en 1947 à Alès.
- Pierre K. Rey (1947-2007) traducteur, critique et directeur de collection français dans le domaine de la science-fiction.
- Marie-Charlotte Nouza, peintre, née en 1989.

#### Armée
- Charles de Bérard, marquis de Montalet, premier capitaine commandant la Compagnie des mousquetaires du Roi à sa création en 1622.
- Jacques de Bérard, marquis de Montalet, baron d'Alès, fils du précédent, fut un chef catholique lors de la guerre des camisards[103].
- Armand-Charles-Daniel, comte de Firmas-Périés (4 août 1770 Alès -1828 Lautrach, Bavière) est un militaire français. Il est le fils de Jean-Louis de Firmas, seigneur de Périés, officier, chevalier de l'ordre royal et militaire de Saint-Louis et de Victoire- Félicité de la Condamine de Serves.
- Pierre de Conty de La Mothe d'Argencourt (1575-1655), ingénieur militaire.
- Gabriel de Ramel (1841-1924), colonel.
- Xavier de Gaulle (1887-1955), ingénieur civil des mines, en poste à La Grand-Combe de 1920 à 1923 ; capitaine, résistant et consul général de France à Genève, frère aîné du général Charles de Gaulle.
- Edgard de Larminat (1895-1962), général, Compagnon de la Libération[104].
- Gabriel Auphan (1894-1982), contre-amiral.
- José Mata Castro (1911-1989), connu sous le nom d'El Comandante Mata, commandant de l'Armée de la République pendant la guerre d'Espagne, mort à Alès[105].
- Robert Cunibil (1915-1999), aviateur, Compagnon de la Libération et maire de Vialas, est mort à Alès.

#### Médias et spectacles

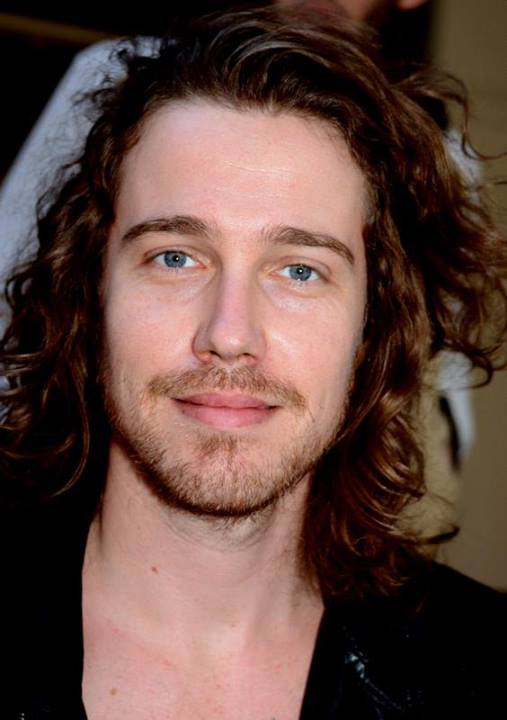
Julien Doré, auteur-compositeur-interprète, né à Alès.

- Joel Soler, réalisateur de films documentaires primés dans de nombreux pays, notamment Despot Housewives, est né à Alès
- Lionnel Astier, acteur et metteur en scène de théâtre (père du comédien, réalisateur de la série télévisée Kaamelott, Alexandre Astier) est né à Alès en 1953.
- Gilbert Rouvière, metteur en scène et directeur du Zinc Théâtre, est né en 1958 et a grandi à Alès.
- Jean-Jacques Bourdin, journaliste né en 1949 à Paris, a grandi à Alès
- Julien Doré, chanteur et gagnant de l'émission Nouvelle Star en 2007, né en 1982 à Alès
- Alexandra Lamy, comédienne née en 1971 à Villecresnes (Val-de-Marne), a grandi et a donné naissance à sa fille à Alès[106]
- Audrey Lamy, comédienne née en 1981 à Alès.
- Myriam Abel, chanteuse et gagnante de l'émission Nouvelle Star en 2005, est née en 1981 à La Grand-Combe, près d'Alès.
- Ève Angeli, chanteuse née en 1980 à Sète (Hérault), a grandi à Alès.
- Claudia Tagbo, humoriste et comédienne dévoilée par le Jamel Comedy Club, est née en 1973 en Côte d'Ivoire et a grandi à Alès.
- Jean-Marc Sauvagnargues, batteur et chanteur du groupe de rock Les Fatals Picards.
- Gil Roman, né à Alès en 1960, danseur et chorégraphe, directeur du Béjart Ballet Lausanne.
- Gilles Raoux, torero

#### Sports

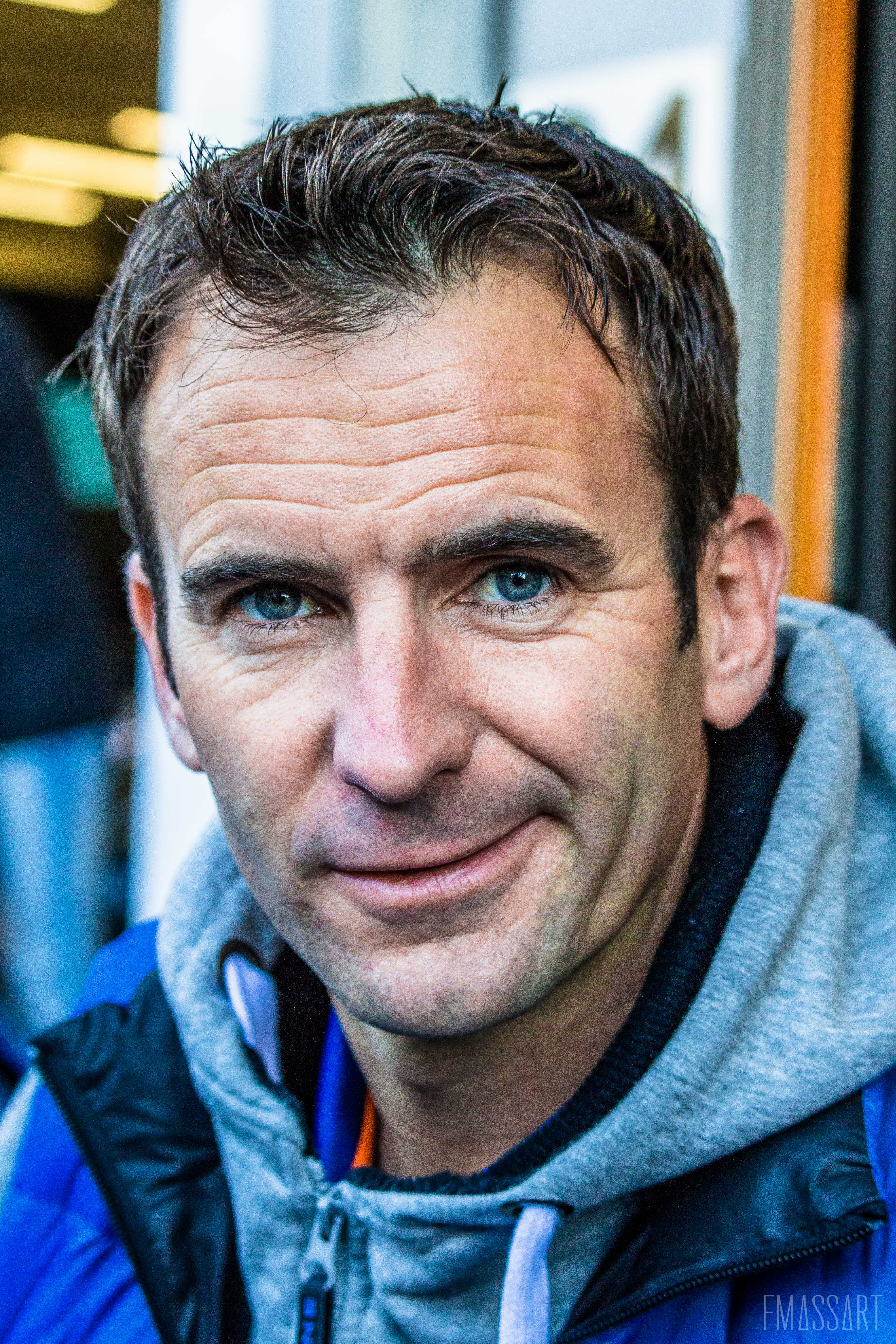
Romain Dumas, pilote automobile, né à Alès.

- Laurent Blanc, footballeur et aujourd'hui entraîneur, originaire de Rousson
- Jean Sadoul, dirigeant de football, président de la ligue de football professionnelle Alès.
- Gérard Gili, Victor Da Silva, Olivier Dall'Oglio, Sabri Lamouchi, James Debbah, Didier Monczuk, Didier Agathe, Franck Ribéry, José Pasqualetti, Bernard Bosquier, Christophe Chaintreuil, Gilles Leclerc, Marcel Rouvière, joueurs de l'Olympique Alès en Cévennes ayant évolué au plus haut niveau
- Jean-Philippe Gatien, pongiste champion du monde 1993, vice champion olympique 1992, et N°1 mondial, originaire de Salindres, et né à Alès
- Stéphane Sarrazin, pilote d'endurance officiel Peugeot
- Romain Dumas, pilote d'endurance et vainqueur des 24 heures du Mans 2010 (avec ses coéquipiers allemands Timo Bernhard et Mike Rockenfeller) et 2016 (avec Marc Lieb et Neel Jani) ainsi que de la Pikes Peak International Hill Climb en 2014, 2016, 2017 et 2018
- Daniel Rouveyran, pilote automobile
- Ludovic Rey-Robert, skieur alpin triple champion paralympique et multiple recordman
- Dominique André, athlète et médaille de bronze aux championnats du monde handisport en 2003
- Hassan El Lahssini, Kevin Paulsen, Thierry Pantel, tous trois athlètes
- Raphaël Pujazon, athlète et 1er aux championnats européens du 3000 m steeple en 1946 et 1947
- Valérie Gay, pongiste championne du monde par équipe aux premiers championnats du monde handisports de la catégorie en 2002, championne de France 2006
- Pierre Pibarot, joueur et entraîneur de football
- André Dautheribes, joueur et entraîneur de football
- Nabil El Zhar, footballeur franco-marocain

#### Autres
- Frédéric Bohn (1852-1923), chef d'entreprise français, né à Alès.
- André Gely (1852-1895), syndicaliste français
- Aimé Avignon (1897-2007), supercentenaire
- Lucile Randon (1904-2023), supercentenaire, doyenne de l'humanité du 19 avril 2022 au 17 janvier 2023
- Aurélien Rousseau (1976-), maître des requêtes au Conseil d’État, écrivain, directeur général de l’Agence régionale de santé d’Ile-de-France (2018-), ministre de la santé et de la prévention depuis le 20 juillet 2023.

### Héraldique
| Blason de Alès | Blason  | De gueules au demi-vol d'argent.                                                                              |
| Blason de Alès | Détails | Ces armes furent prises par famille de Bérard de Montalet (éteinte en 1901) qui posséda la seigneurie d'Alès. |